# فهرست سیارک‌ها (۱۹۰۰۰۱–۱۹۱۰۰۱)
فهرست سیارک‌ها (۱۹۰۰۰۱ - ۱۹۱۰۰۱) فهرست سیارک‌ها از ۱۹۰۰۰۱ تا ۱۹۱۰۰۱ است.
| نام    | نام انگلیسی | تاریخ کشف       |
| ------ | ----------- | --------------- |
| ۱۹۰۰۰۱ | 2004 HL45   | ۲۱ آوریل ۲۰۰۴   |
| ۱۹۰۰۰۲ | 2004 JP14   | ۹ مه ۲۰۰۴       |
| ۱۹۰۰۰۳ | 2004 JR26   | ۱۵ مه ۲۰۰۴      |
| ۱۹۰۰۰۴ | 2004 KM6    | ۱۸ مه ۲۰۰۴      |
| ۱۹۰۰۰۵ | 2004 KQ17   | ۱۹ مه ۲۰۰۴      |
| ۱۹۰۰۰۶ | 2004 LL11   | ۱۱ ژوئن ۲۰۰۴    |
| ۱۹۰۰۰۷ | 2004 LM13   | ۱۱ ژوئن ۲۰۰۴    |
| ۱۹۰۰۰۸ | 2004 LT13   | ۱۱ ژوئن ۲۰۰۴    |
| ۱۹۰۰۰۹ | 2004 LV18   | ۱۱ ژوئن ۲۰۰۴    |
| ۱۹۰۰۱۰ | 2004 MM7    | ۲۷ ژوئن ۲۰۰۴    |
| ۱۹۰۰۱۱ | 2004 NR1    | ۹ ژوئیه ۲۰۰۴    |
| ۱۹۰۰۱۲ | 2004 NV4    | ۹ ژوئیه ۲۰۰۴    |
| ۱۹۰۰۱۳ | 2004 NW12   | ۱۱ ژوئیه ۲۰۰۴   |
| ۱۹۰۰۱۴ | 2004 NH22   | ۱۱ ژوئیه ۲۰۰۴   |
| ۱۹۰۰۱۵ | 2004 NA27   | ۱۱ ژوئیه ۲۰۰۴   |
| ۱۹۰۰۱۶ | 2004 OT9    | ۲۰ ژوئیه ۲۰۰۴   |
| ۱۹۰۰۱۷ | 2004 PY15   | ۷ اوت ۲۰۰۴      |
| ۱۹۰۰۱۸ | 2004 PU16   | ۷ اوت ۲۰۰۴      |
| ۱۹۰۰۱۹ | 2004 PW35   | ۸ اوت ۲۰۰۴      |
| ۱۹۰۰۲۰ | 2004 PY55   | ۸ اوت ۲۰۰۴      |
| ۱۹۰۰۲۱ | 2004 PZ55   | ۸ اوت ۲۰۰۴      |
| ۱۹۰۰۲۲ | 2004 PX58   | ۹ اوت ۲۰۰۴      |
| ۱۹۰۰۲۳ | 2004 PP83   | ۱۰ اوت ۲۰۰۴     |
| ۱۹۰۰۲۴ | 2004 PB102  | ۱۱ اوت ۲۰۰۴     |
| ۱۹۰۰۲۵ | 2004 PO103  | ۱۲ اوت ۲۰۰۴     |
| ۱۹۰۰۲۶ | Iskorosten  | ۱۶ اوت ۲۰۰۴     |
| ۱۹۰۰۲۷ | 2004 QB13   | ۲۱ اوت ۲۰۰۴     |
| ۱۹۰۰۲۸ | 2004 QG14   | ۱۹ اوت ۲۰۰۴     |
| ۱۹۰۰۲۹ | 2004 QE17   | ۲۵ اوت ۲۰۰۴     |
| ۱۹۰۰۳۰ | 2004 RC1    | ۳ سپتامبر ۲۰۰۴  |
| ۱۹۰۰۳۱ | 2004 RW17   | ۷ سپتامبر ۲۰۰۴  |
| ۱۹۰۰۳۲ | 2004 RG41   | ۷ سپتامبر ۲۰۰۴  |
| ۱۹۰۰۳۳ | 2004 RM54   | ۸ سپتامبر ۲۰۰۴  |
| ۱۹۰۰۳۴ | 2004 RZ61   | ۸ سپتامبر ۲۰۰۴  |
| ۱۹۰۰۳۵ | 2004 RY63   | ۸ سپتامبر ۲۰۰۴  |
| ۱۹۰۰۳۶ | 2004 RM75   | ۸ سپتامبر ۲۰۰۴  |
| ۱۹۰۰۳۷ | 2004 RF78   | ۸ سپتامبر ۲۰۰۴  |
| ۱۹۰۰۳۸ | 2004 RK88   | ۷ سپتامبر ۲۰۰۴  |
| ۱۹۰۰۳۹ | 2004 RR88   | ۸ سپتامبر ۲۰۰۴  |
| ۱۹۰۰۴۰ | 2004 RY103  | ۸ سپتامبر ۲۰۰۴  |
| ۱۹۰۰۴۱ | 2004 RO106  | ۸ سپتامبر ۲۰۰۴  |
| ۱۹۰۰۴۲ | 2004 RW112  | ۶ سپتامبر ۲۰۰۴  |
| ۱۹۰۰۴۳ | 2004 RY112  | ۶ سپتامبر ۲۰۰۴  |
| ۱۹۰۰۴۴ | 2004 RB113  | ۶ سپتامبر ۲۰۰۴  |
| ۱۹۰۰۴۵ | 2004 RC124  | ۷ سپتامبر ۲۰۰۴  |
| ۱۹۰۰۴۶ | 2004 RZ150  | ۹ سپتامبر ۲۰۰۴  |
| ۱۹۰۰۴۷ | 2004 RH152  | ۱۰ سپتامبر ۲۰۰۴ |
| ۱۹۰۰۴۸ | 2004 RU159  | ۱۰ سپتامبر ۲۰۰۴ |
| ۱۹۰۰۴۹ | 2004 RJ168  | ۸ سپتامبر ۲۰۰۴  |
| ۱۹۰۰۵۰ | 2004 RF171  | ۹ سپتامبر ۲۰۰۴  |
| ۱۹۰۰۵۱ | 2004 RL174  | ۱۰ سپتامبر ۲۰۰۴ |
| ۱۹۰۰۵۲ | 2004 RP181  | ۱۰ سپتامبر ۲۰۰۴ |
| ۱۹۰۰۵۳ | 2004 RH182  | ۱۰ سپتامبر ۲۰۰۴ |
| ۱۹۰۰۵۴ | 2004 RO200  | ۱۰ سپتامبر ۲۰۰۴ |
| ۱۹۰۰۵۵ | 2004 RK220  | ۱۱ سپتامبر ۲۰۰۴ |
| ۱۹۰۰۵۶ | 2004 RQ249  | ۱۳ سپتامبر ۲۰۰۴ |
| ۱۹۰۰۵۷ | Nakagawa    | ۱۴ سپتامبر ۲۰۰۴ |
| ۱۹۰۰۵۸ | 2004 RS257  | ۹ سپتامبر ۲۰۰۴  |
| ۱۹۰۰۵۹ | 2004 RW306  | ۱۲ سپتامبر ۲۰۰۴ |
| ۱۹۰۰۶۰ | 2004 RA307  | ۱۲ سپتامبر ۲۰۰۴ |
| ۱۹۰۰۶۱ | 2004 RP314  | ۱۵ سپتامبر ۲۰۰۴ |
| ۱۹۰۰۶۲ | 2004 RZ315  | ۹ سپتامبر ۲۰۰۴  |
| ۱۹۰۰۶۳ | 2004 RS318  | ۱۲ سپتامبر ۲۰۰۴ |
| ۱۹۰۰۶۴ | 2004 RU320  | ۱۳ سپتامبر ۲۰۰۴ |
| ۱۹۰۰۶۵ | 2004 RY320  | ۱۳ سپتامبر ۲۰۰۴ |
| ۱۹۰۰۶۶ | 2004 RV322  | ۱۳ سپتامبر ۲۰۰۴ |
| ۱۹۰۰۶۷ | 2004 RX327  | ۱۴ سپتامبر ۲۰۰۴ |
| ۱۹۰۰۶۸ | 2004 RR332  | ۱۴ سپتامبر ۲۰۰۴ |
| ۱۹۰۰۶۹ | 2004 RU332  | ۱۴ سپتامبر ۲۰۰۴ |
| ۱۹۰۰۷۰ | 2004 RL346  | ۹ سپتامبر ۲۰۰۴  |
| ۱۹۰۰۷۱ | 2004 SU16   | ۱۷ سپتامبر ۲۰۰۴ |
| ۱۹۰۰۷۲ | 2004 SW22   | ۱۷ سپتامبر ۲۰۰۴ |
| ۱۹۰۰۷۳ | 2004 SY44   | ۱۸ سپتامبر ۲۰۰۴ |
| ۱۹۰۰۷۴ | 2004 SO45   | ۱۸ سپتامبر ۲۰۰۴ |
| ۱۹۰۰۷۵ | 2004 SP56   | ۱۶ سپتامبر ۲۰۰۴ |
| ۱۹۰۰۷۶ | 2004 SK58   | ۱۶ سپتامبر ۲۰۰۴ |
| ۱۹۰۰۷۷ | 2004 TL11   | ۴ اکتبر ۲۰۰۴    |
| ۱۹۰۰۷۸ | 2004 TL17   | ۱۰ اکتبر ۲۰۰۴   |
| ۱۹۰۰۷۹ | 2004 TL21   | ۳ اکتبر ۲۰۰۴    |
| ۱۹۰۰۸۰ | 2004 TD38   | ۴ اکتبر ۲۰۰۴    |
| ۱۹۰۰۸۱ | 2004 TB50   | ۴ اکتبر ۲۰۰۴    |
| ۱۹۰۰۸۲ | 2004 TP51   | ۴ اکتبر ۲۰۰۴    |
| ۱۹۰۰۸۳ | 2004 TB79   | ۴ اکتبر ۲۰۰۴    |
| ۱۹۰۰۸۴ | 2004 TO83   | ۵ اکتبر ۲۰۰۴    |
| ۱۹۰۰۸۵ | 2004 TQ110  | ۷ اکتبر ۲۰۰۴    |
| ۱۹۰۰۸۶ | 2004 TW112  | ۷ اکتبر ۲۰۰۴    |
| ۱۹۰۰۸۷ | 2004 TR132  | ۷ اکتبر ۲۰۰۴    |
| ۱۹۰۰۸۸ | 2004 TU133  | ۷ اکتبر ۲۰۰۴    |
| ۱۹۰۰۸۹ | 2004 TM135  | ۸ اکتبر ۲۰۰۴    |
| ۱۹۰۰۹۰ | 2004 TN135  | ۸ اکتبر ۲۰۰۴    |
| ۱۹۰۰۹۱ | 2004 TU135  | ۸ اکتبر ۲۰۰۴    |
| ۱۹۰۰۹۲ | 2004 TO143  | ۴ اکتبر ۲۰۰۴    |
| ۱۹۰۰۹۳ | 2004 TH148  | ۶ اکتبر ۲۰۰۴    |
| ۱۹۰۰۹۴ | 2004 TL161  | ۶ اکتبر ۲۰۰۴    |
| ۱۹۰۰۹۵ | 2004 TR172  | ۸ اکتبر ۲۰۰۴    |
| ۱۹۰۰۹۶ | 2004 TY192  | ۷ اکتبر ۲۰۰۴    |
| ۱۹۰۰۹۷ | 2004 TY221  | ۷ اکتبر ۲۰۰۴    |
| ۱۹۰۰۹۸ | 2004 TF227  | ۸ اکتبر ۲۰۰۴    |
| ۱۹۰۰۹۹ | 2004 TA241  | ۱۰ اکتبر ۲۰۰۴   |
| ۱۹۰۱۰۰ | 2004 TS260  | ۹ اکتبر ۲۰۰۴    |
| ۱۹۰۱۰۱ | 2004 TR264  | ۹ اکتبر ۲۰۰۴    |
| ۱۹۰۱۰۲ | 2004 TK268  | ۹ اکتبر ۲۰۰۴    |
| ۱۹۰۱۰۳ | 2004 TP285  | ۸ اکتبر ۲۰۰۴    |
| ۱۹۰۱۰۴ | 2004 TU287  | ۹ اکتبر ۲۰۰۴    |
| ۱۹۰۱۰۵ | 2004 TM290  | ۱۰ اکتبر ۲۰۰۴   |
| ۱۹۰۱۰۶ | 2004 TV308  | ۱۰ اکتبر ۲۰۰۴   |
| ۱۹۰۱۰۷ | 2004 TY333  | ۹ اکتبر ۲۰۰۴    |
| ۱۹۰۱۰۸ | 2004 TQ345  | ۱۴ اکتبر ۲۰۰۴   |
| ۱۹۰۱۰۹ | 2004 TX355  | ۷ اکتبر ۲۰۰۴    |
| ۱۹۰۱۱۰ | 2004 TD356  | ۱۰ اکتبر ۲۰۰۴   |
| ۱۹۰۱۱۱ | 2004 TJ356  | ۱۴ اکتبر ۲۰۰۴   |
| ۱۹۰۱۱۲ | 2004 TV366  | ۱۰ اکتبر ۲۰۰۴   |
| ۱۹۰۱۱۳ | 2004 UX2    | ۱۸ اکتبر ۲۰۰۴   |
| ۱۹۰۱۱۴ | 2004 VH12   | ۳ نوامبر ۲۰۰۴   |
| ۱۹۰۱۱۵ | 2004 VY13   | ۴ نوامبر ۲۰۰۴   |
| ۱۹۰۱۱۶ | 2004 VU35   | ۳ نوامبر ۲۰۰۴   |
| ۱۹۰۱۱۷ | 2004 VB57   | ۵ نوامبر ۲۰۰۴   |
| ۱۹۰۱۱۸ | 2004 VR60   | ۱۰ نوامبر ۲۰۰۴  |
| ۱۹۰۱۱۹ | 2004 VA64   | ۱۰ نوامبر ۲۰۰۴  |
| ۱۹۰۱۲۰ | 2004 VS72   | ۹ نوامبر ۲۰۰۴   |
| ۱۹۰۱۲۱ | 2004 WJ8    | ۱۹ نوامبر ۲۰۰۴  |
| ۱۹۰۱۲۲ | 2004 WZ9    | ۳۰ نوامبر ۲۰۰۴  |
| ۱۹۰۱۲۳ | 2004 XQ6    | ۲ دسامبر ۲۰۰۴   |
| ۱۹۰۱۲۴ | 2004 XR16   | ۱۰ دسامبر ۲۰۰۴  |
| ۱۹۰۱۲۵ | 2004 XZ177  | ۱۲ دسامبر ۲۰۰۴  |
| ۱۹۰۱۲۶ | 2004 XY190  | ۱۱ دسامبر ۲۰۰۴  |
| ۱۹۰۱۲۷ | 2004 YY2    | ۱۷ دسامبر ۲۰۰۴  |
| ۱۹۰۱۲۸ | 2004 YY30   | ۱۸ دسامبر ۲۰۰۴  |
| ۱۹۰۱۲۹ | 2005 CP4    | ۱ فوریه ۲۰۰۵    |
| ۱۹۰۱۳۰ | 2005 CR25   | ۴ فوریه ۲۰۰۵    |
| ۱۹۰۱۳۱ | 2005 CJ60   | ۴ فوریه ۲۰۰۵    |
| ۱۹۰۱۳۲ | 2005 JY1    | ۴ مه ۲۰۰۵       |
| ۱۹۰۱۳۳ | 2005 LU35   | ۱۱ ژوئن ۲۰۰۵    |
| ۱۹۰۱۳۴ | 2005 NF60   | ۹ ژوئیه ۲۰۰۵    |
| ۱۹۰۱۳۵ | 2005 QE30   | ۲۶ اوت ۲۰۰۵     |
| ۱۹۰۱۳۶ | 2005 QW50   | ۲۶ اوت ۲۰۰۵     |
| ۱۹۰۱۳۷ | 2005 QM157  | ۳۰ اوت ۲۰۰۵     |
| ۱۹۰۱۳۸ | 2005 RW27   | ۱۰ سپتامبر ۲۰۰۵ |
| ۱۹۰۱۳۹ | 2005 RV32   | ۱۴ سپتامبر ۲۰۰۵ |
| ۱۹۰۱۴۰ | 2005 ST26   | ۲۳ سپتامبر ۲۰۰۵ |
| ۱۹۰۱۴۱ | 2005 SU63   | ۲۶ سپتامبر ۲۰۰۵ |
| ۱۹۰۱۴۲ | 2005 SX109  | ۲۶ سپتامبر ۲۰۰۵ |
| ۱۹۰۱۴۳ | 2005 SD130  | ۲۹ سپتامبر ۲۰۰۵ |
| ۱۹۰۱۴۴ | 2005 SR151  | ۲۵ سپتامبر ۲۰۰۵ |
| ۱۹۰۱۴۵ | 2005 SN164  | ۲۷ سپتامبر ۲۰۰۵ |
| ۱۹۰۱۴۶ | 2005 SH174  | ۲۹ سپتامبر ۲۰۰۵ |
| ۱۹۰۱۴۷ | 2005 SA191  | ۲۹ سپتامبر ۲۰۰۵ |
| ۱۹۰۱۴۸ | 2005 SS197  | ۳۰ سپتامبر ۲۰۰۵ |
| ۱۹۰۱۴۹ | 2005 SU198  | ۳۰ سپتامبر ۲۰۰۵ |
| ۱۹۰۱۵۰ | 2005 SM214  | ۳۰ سپتامبر ۲۰۰۵ |
| ۱۹۰۱۵۱ | 2005 SR257  | ۱۸ سپتامبر ۲۰۰۵ |
| ۱۹۰۱۵۲ | 2005 TG28   | ۱ اکتبر ۲۰۰۵    |
| ۱۹۰۱۵۳ | 2005 TK45   | ۳ اکتبر ۲۰۰۵    |
| ۱۹۰۱۵۴ | 2005 TL83   | ۳ اکتبر ۲۰۰۵    |
| ۱۹۰۱۵۵ | 2005 TW103  | ۸ اکتبر ۲۰۰۵    |
| ۱۹۰۱۵۶ | 2005 TG105  | ۸ اکتبر ۲۰۰۵    |
| ۱۹۰۱۵۷ | 2005 TN106  | ۱۰ اکتبر ۲۰۰۵   |
| ۱۹۰۱۵۸ | 2005 TR153  | ۷ اکتبر ۲۰۰۵    |
| ۱۹۰۱۵۹ | 2005 TD173  | ۱۳ اکتبر ۲۰۰۵   |
| ۱۹۰۱۶۰ | 2005 TE173  | ۱۳ اکتبر ۲۰۰۵   |
| ۱۹۰۱۶۱ | 2005 TJ174  | ۷ اکتبر ۲۰۰۵    |
| ۱۹۰۱۶۲ | 2005 UM45   | ۲۲ اکتبر ۲۰۰۵   |
| ۱۹۰۱۶۳ | 2005 UY54   | ۲۳ اکتبر ۲۰۰۵   |
| ۱۹۰۱۶۴ | 2005 UB60   | ۲۵ اکتبر ۲۰۰۵   |
| ۱۹۰۱۶۵ | 2005 US115  | ۲۳ اکتبر ۲۰۰۵   |
| ۱۹۰۱۶۶ | 2005 UP156  | ۳۱ اکتبر ۲۰۰۵   |
| ۱۹۰۱۶۷ | 2005 UW158  | ۲۶ اکتبر ۲۰۰۵   |
| ۱۹۰۱۶۸ | 2005 UE170  | ۲۴ اکتبر ۲۰۰۵   |
| ۱۹۰۱۶۹ | 2005 UD190  | ۲۷ اکتبر ۲۰۰۵   |
| ۱۹۰۱۷۰ | 2005 UT215  | ۲۵ اکتبر ۲۰۰۵   |
| ۱۹۰۱۷۱ | 2005 UA216  | ۲۵ اکتبر ۲۰۰۵   |
| ۱۹۰۱۷۲ | 2005 UQ230  | ۲۵ اکتبر ۲۰۰۵   |
| ۱۹۰۱۷۳ | 2005 UJ354  | ۲۹ اکتبر ۲۰۰۵   |
| ۱۹۰۱۷۴ | 2005 UA364  | ۲۷ اکتبر ۲۰۰۵   |
| ۱۹۰۱۷۵ | 2005 UR368  | ۲۷ اکتبر ۲۰۰۵   |
| ۱۹۰۱۷۶ | 2005 UM390  | ۲۹ اکتبر ۲۰۰۵   |
| ۱۹۰۱۷۷ | 2005 UQ397  | ۲۸ اکتبر ۲۰۰۵   |
| ۱۹۰۱۷۸ | 2005 UQ411  | ۳۱ اکتبر ۲۰۰۵   |
| ۱۹۰۱۷۹ | 2005 UT411  | ۳۱ اکتبر ۲۰۰۵   |
| ۱۹۰۱۸۰ | 2005 UC478  | ۲۷ اکتبر ۲۰۰۵   |
| ۱۹۰۱۸۱ | 2005 VM16   | ۳ نوامبر ۲۰۰۵   |
| ۱۹۰۱۸۲ | 2005 VZ42   | ۴ نوامبر ۲۰۰۵   |
| ۱۹۰۱۸۳ | 2005 VX73   | ۱ نوامبر ۲۰۰۵   |
| ۱۹۰۱۸۴ | 2005 VT78   | ۶ نوامبر ۲۰۰۵   |
| ۱۹۰۱۸۵ | 2005 WO30   | ۲۱ نوامبر ۲۰۰۵  |
| ۱۹۰۱۸۶ | 2005 WM31   | ۲۱ نوامبر ۲۰۰۵  |
| ۱۹۰۱۸۷ | 2005 WB39   | ۲۵ نوامبر ۲۰۰۵  |
| ۱۹۰۱۸۸ | 2005 WF73   | ۲۵ نوامبر ۲۰۰۵  |
| ۱۹۰۱۸۹ | 2005 WA76   | ۲۵ نوامبر ۲۰۰۵  |
| ۱۹۰۱۹۰ | 2005 WD88   | ۲۸ نوامبر ۲۰۰۵  |
| ۱۹۰۱۹۱ | 2005 WG103  | ۲۶ نوامبر ۲۰۰۵  |
| ۱۹۰۱۹۲ | 2005 WJ147  | ۲۵ نوامبر ۲۰۰۵  |
| ۱۹۰۱۹۳ | 2005 WM158  | ۲۸ نوامبر ۲۰۰۵  |
| ۱۹۰۱۹۴ | 2005 WF178  | ۳۰ نوامبر ۲۰۰۵  |
| ۱۹۰۱۹۵ | 2005 WT179  | ۲۱ نوامبر ۲۰۰۵  |
| ۱۹۰۱۹۶ | 2005 XE27   | ۴ دسامبر ۲۰۰۵   |
| ۱۹۰۱۹۷ | 2005 XS29   | ۷ دسامبر ۲۰۰۵   |
| ۱۹۰۱۹۸ | 2005 XO84   | ۹ دسامبر ۲۰۰۵   |
| ۱۹۰۱۹۹ | 2005 YH111  | ۲۵ دسامبر ۲۰۰۵  |
| ۱۹۰۲۰۰ | 2005 YZ138  | ۲۷ دسامبر ۲۰۰۵  |
| ۱۹۰۲۰۱ | 2005 YX145  | ۲۹ دسامبر ۲۰۰۵  |
| ۱۹۰۲۰۲ | 2005 YS155  | ۲۵ دسامبر ۲۰۰۵  |
| ۱۹۰۲۰۳ | 2005 YA158  | ۲۷ دسامبر ۲۰۰۵  |
| ۱۹۰۲۰۴ | 2005 YV163  | ۲۸ دسامبر ۲۰۰۵  |
| ۱۹۰۲۰۵ | 2005 YP207  | ۲۸ دسامبر ۲۰۰۵  |
| ۱۹۰۲۰۶ | 2005 YC233  | ۲۸ دسامبر ۲۰۰۵  |
| ۱۹۰۲۰۷ | 2005 YF269  | ۲۵ دسامبر ۲۰۰۵  |
| ۱۹۰۲۰۷ | 2006 AQ     | ۲ ژانویه ۲۰۰۶   |
| ۱۹۰۲۰۹ | 2006 AA21   | ۵ ژانویه ۲۰۰۶   |
| ۱۹۰۲۱۰ | 2006 AS66   | ۹ ژانویه ۲۰۰۶   |
| ۱۹۰۲۱۱ | 2006 BY20   | ۲۲ ژانویه ۲۰۰۶  |
| ۱۹۰۲۱۲ | 2006 BY45   | ۲۳ ژانویه ۲۰۰۶  |
| ۱۹۰۲۱۳ | 2006 BL66   | ۲۳ ژانویه ۲۰۰۶  |
| ۱۹۰۲۱۴ | 2006 BQ90   | ۲۵ ژانویه ۲۰۰۶  |
| ۱۹۰۲۱۵ | 2006 BR92   | ۲۶ ژانویه ۲۰۰۶  |
| ۱۹۰۲۱۶ | 2006 BD114  | ۲۵ ژانویه ۲۰۰۶  |
| ۱۹۰۲۱۷ | 2006 BY209  | ۳۱ ژانویه ۲۰۰۶  |
| ۱۹۰۲۱۸ | 2006 BV223  | ۳۰ ژانویه ۲۰۰۶  |
| ۱۹۰۲۱۹ | 2006 CG53   | ۴ فوریه ۲۰۰۶    |
| ۱۹۰۲۲۰ | 2006 CC54   | ۴ فوریه ۲۰۰۶    |
| ۱۹۰۲۲۱ | 2006 DM12   | ۲۱ فوریه ۲۰۰۶   |
| ۱۹۰۲۲۲ | 2006 DE34   | ۲۰ فوریه ۲۰۰۶   |
| ۱۹۰۲۲۳ | 2006 DA35   | ۲۰ فوریه ۲۰۰۶   |
| ۱۹۰۲۲۴ | 2006 DW66   | ۲۲ فوریه ۲۰۰۶   |
| ۱۹۰۲۲۵ | 2006 DA82   | ۲۴ فوریه ۲۰۰۶   |
| ۱۹۰۲۲۶ | 2006 DL120  | ۲۱ فوریه ۲۰۰۶   |
| ۱۹۰۲۲۷ | 2006 DV201  | ۲۰ فوریه ۲۰۰۶   |
| ۱۹۰۲۲۸ | 2006 EB10   | ۲ مارس ۲۰۰۶     |
| ۱۹۰۲۲۹ | 2006 OO5    | ۱۹ ژوئیه ۲۰۰۶   |
| ۱۹۰۲۳۰ | 2006 TD104  | ۱۵ اکتبر ۲۰۰۶   |
| ۱۹۰۲۳۱ | 2006 UC143  | ۱۹ اکتبر ۲۰۰۶   |
| ۱۹۰۲۳۲ | 2006 VF54   | ۱۱ نوامبر ۲۰۰۶  |
| ۱۹۰۲۳۳ | 2007 AK2    | ۱ ژانویه ۲۰۰۷   |
| ۱۹۰۲۳۴ | 2007 BW6    | ۱۷ ژانویه ۲۰۰۷  |
| ۱۹۰۲۳۵ | 2007 BL74   | ۱۷ ژانویه ۲۰۰۷  |
| ۱۹۰۲۳۶ | 2007 BF78   | ۲۷ ژانویه ۲۰۰۷  |
| ۱۹۰۲۳۷ | 2007 DM10   | ۱۷ فوریه ۲۰۰۷   |
| ۱۹۰۲۳۸ | 2007 DL43   | ۱۷ فوریه ۲۰۰۷   |
| ۱۹۰۲۳۹ | 2007 DT44   | ۱۷ فوریه ۲۰۰۷   |
| ۱۹۰۲۴۰ | 2007 DP52   | ۱۹ فوریه ۲۰۰۷   |
| ۱۹۰۲۴۱ | 2007 DS57   | ۲۱ فوریه ۲۰۰۷   |
| ۱۹۰۲۴۲ | 2007 DA60   | ۲۱ فوریه ۲۰۰۷   |
| ۱۹۰۲۴۳ | 2007 EJ36   | ۱۱ مارس ۲۰۰۷    |
| ۱۹۰۲۴۴ | 2007 EZ67   | ۱۰ مارس ۲۰۰۷    |
| ۱۹۰۲۴۵ | 2007 EW74   | ۱۰ مارس ۲۰۰۷    |
| ۱۹۰۲۴۶ | 2007 EN139  | ۱۲ مارس ۲۰۰۷    |
| ۱۹۰۲۴۷ | 2007 EG173  | ۱۴ مارس ۲۰۰۷    |
| ۱۹۰۲۴۸ | 2007 EJ182  | ۱۴ مارس ۲۰۰۷    |
| ۱۹۰۲۴۹ | 2007 ED200  | ۱۱ مارس ۲۰۰۷    |
| ۱۹۰۲۵۰ | 2007 EZ217  | ۹ مارس ۲۰۰۷     |
| ۱۹۰۲۵۰ | 2007 GL     | ۷ آوریل ۲۰۰۷    |
| ۱۹۰۲۵۲ | 2007 GA33   | ۱۱ آوریل ۲۰۰۷   |
| ۱۹۰۲۵۳ | 2007 GX33   | ۱۱ آوریل ۲۰۰۷   |
| ۱۹۰۲۵۴ | 2007 GR44   | ۱۴ آوریل ۲۰۰۷   |
| ۱۹۰۲۵۴ | 2007 HG     | ۱۶ آوریل ۲۰۰۷   |
| ۱۹۰۲۵۶ | 2007 HV32   | ۱۹ آوریل ۲۰۰۷   |
| ۱۹۰۲۵۷ | 2007 HP40   | ۲۰ آوریل ۲۰۰۷   |
| ۱۹۰۲۵۸ | 2007 HC67   | ۲۲ آوریل ۲۰۰۷   |
| ۱۹۰۲۵۹ | 2007 JX6    | ۹ مه ۲۰۰۷       |
| ۱۹۰۲۶۰ | 2007 JM12   | ۷ مه ۲۰۰۷       |
| ۱۹۰۲۶۱ | 2007 JV44   | ۱۰ مه ۲۰۰۷      |
| ۱۹۰۲۶۲ | 2007 LA37   | ۱۲ ژوئن ۲۰۰۷    |
| ۱۹۰۲۶۳ | 2007 MF4    | ۱۶ ژوئن ۲۰۰۷    |
| ۱۹۰۲۶۴ | 2007 NE2    | ۷ ژوئیه ۲۰۰۷    |
| ۱۹۰۲۶۵ | 2007 TC149  | ۸ اکتبر ۲۰۰۷    |
| ۱۹۰۲۶۶ | 2007 UU32   | ۱۹ اکتبر ۲۰۰۷   |
| ۱۹۰۲۶۷ | 2007 VL6    | ۳ نوامبر ۲۰۰۷   |
| ۱۹۰۲۶۸ | 2007 XU3    | ۵ دسامبر ۲۰۰۷   |
| ۱۹۰۲۶۹ | 2008 EL64   | ۹ مارس ۲۰۰۸     |
| ۱۹۰۲۷۰ | 2008 FM101  | ۳۰ مارس ۲۰۰۸    |
| ۱۹۰۲۷۱ | 2008 HG5    | ۲۴ آوریل ۲۰۰۸   |
| ۱۹۰۲۷۲ | 2008 NO2    | ۹ ژوئیه ۲۰۰۸    |
| ۱۹۰۲۷۲ | 2822 P-L    | ۲۴ سپتامبر ۱۹۶۰ |
| ۱۹۰۲۷۲ | 3117 P-L    | ۲۴ سپتامبر ۱۹۶۰ |
| ۱۹۰۲۷۲ | 4275 P-L    | ۲۴ سپتامبر ۱۹۶۰ |
| ۱۹۰۲۷۲ | 4548 P-L    | ۲۴ سپتامبر ۱۹۶۰ |
| ۱۹۰۲۷۲ | 6227 P-L    | ۲۴ سپتامبر ۱۹۶۰ |
| ۱۹۰۲۷۸ | 2217 T-2    | ۲۹ سپتامبر ۱۹۷۳ |
| ۱۹۰۲۷۹ | 5143 T-2    | ۲۵ سپتامبر ۱۹۷۳ |
| ۱۹۰۲۸۰ | 2142 T-3    | ۱۶ اکتبر ۱۹۷۷   |
| ۱۹۰۲۸۱ | 3525 T-3    | ۱۶ اکتبر ۱۹۷۷   |
| ۱۹۰۲۸۲ | 1989 UQ3    | ۲۶ اکتبر ۱۹۸۹   |
| ۱۹۰۲۸۳ | 1991 RE3    | ۱۲ سپتامبر ۱۹۹۱ |
| ۱۹۰۲۸۴ | 1991 TN16   | ۶ اکتبر ۱۹۹۱    |
| ۱۹۰۲۸۵ | 1993 FH8    | ۱۷ مارس ۱۹۹۳    |
| ۱۹۰۲۸۶ | 1993 FV9    | ۱۷ مارس ۱۹۹۳    |
| ۱۹۰۲۸۷ | 1993 FR54   | ۱۷ مارس ۱۹۹۳    |
| ۱۹۰۲۸۸ | 1994 PG12   | ۱۰ اوت ۱۹۹۴     |
| ۱۹۰۲۸۹ | 1994 PR15   | ۱۰ اوت ۱۹۹۴     |
| ۱۹۰۲۸۹ | 1994 SZ     | ۲۷ سپتامبر ۱۹۹۴ |
| ۱۹۰۲۹۱ | 1995 OD6    | ۲۲ ژوئیه ۱۹۹۵   |
| ۱۹۰۲۹۲ | 1995 OO7    | ۲۴ ژوئیه ۱۹۹۵   |
| ۱۹۰۲۹۳ | 1995 OU10   | ۲۲ ژوئیه ۱۹۹۵   |
| ۱۹۰۲۹۴ | 1995 QC6    | ۲۲ اوت ۱۹۹۵     |
| ۱۹۰۲۹۵ | 1995 SQ27   | ۱۹ سپتامبر ۱۹۹۵ |
| ۱۹۰۲۹۶ | 1995 SG46   | ۲۶ سپتامبر ۱۹۹۵ |
| ۱۹۰۲۹۷ | 1995 UL43   | ۲۴ اکتبر ۱۹۹۵   |
| ۱۹۰۲۹۸ | 1995 WW33   | ۲۰ نوامبر ۱۹۹۵  |
| ۱۹۰۲۹۹ | 1996 AK3    | ۱۳ ژانویه ۱۹۹۶  |
| ۱۹۰۲۹۹ | 1996 RV     | ۱۰ سپتامبر ۱۹۹۶ |
| ۱۹۰۳۰۱ | 1996 RA14   | ۸ سپتامبر ۱۹۹۶  |
| ۱۹۰۳۰۲ | 1996 XE21   | ۷ دسامبر ۱۹۹۶   |
| ۱۹۰۳۰۳ | 1997 AH10   | ۹ ژانویه ۱۹۹۷   |
| ۱۹۰۳۰۴ | 1997 EP4    | ۲ مارس ۱۹۹۷     |
| ۱۹۰۳۰۵ | 1997 LJ1    | ۱ ژوئن ۱۹۹۷     |
| ۱۹۰۳۰۶ | 1997 MB6    | ۲۶ ژوئن ۱۹۹۷    |
| ۱۹۰۳۰۷ | 1997 RA13   | ۶ سپتامبر ۱۹۹۷  |
| ۱۹۰۳۰۸ | 1997 SZ5    | ۲۳ سپتامبر ۱۹۹۷ |
| ۱۹۰۳۰۹ | 1997 SX13   | ۲۸ سپتامبر ۱۹۹۷ |
| ۱۹۰۳۰۹ | 1997 TW     | ۲ اکتبر ۱۹۹۷    |
| ۱۹۰۳۱۱ | 1997 TM2    | ۳ اکتبر ۱۹۹۷    |
| ۱۹۰۳۱۲ | 1997 TK27   | ۳ اکتبر ۱۹۹۷    |
| ۱۹۰۳۱۳ | 1997 UP12   | ۲۳ اکتبر ۱۹۹۷   |
| ۱۹۰۳۱۴ | 1997 VU1    | ۱ نوامبر ۱۹۹۷   |
| ۱۹۰۳۱۵ | 1997 VY4    | ۵ نوامبر ۱۹۹۷   |
| ۱۹۰۳۱۶ | 1997 WC22   | ۲۸ نوامبر ۱۹۹۷  |
| ۱۹۰۳۱۷ | 1997 XU13   | ۴ دسامبر ۱۹۹۷   |
| ۱۹۰۳۱۸ | 1998 DN24   | ۲۲ فوریه ۱۹۹۸   |
| ۱۹۰۳۱۹ | 1998 FN29   | ۲۰ مارس ۱۹۹۸    |
| ۱۹۰۳۲۰ | 1998 HD33   | ۲۰ آوریل ۱۹۹۸   |
| ۱۹۰۳۲۱ | 1998 HH42   | ۲۴ آوریل ۱۹۹۸   |
| ۱۹۰۳۲۲ | 1998 HZ83   | ۲۱ آوریل ۱۹۹۸   |
| ۱۹۰۳۲۳ | 1998 KR5    | ۱۹ مه ۱۹۹۸      |
| ۱۹۰۳۲۴ | 1998 OC13   | ۲۶ ژوئیه ۱۹۹۸   |
| ۱۹۰۳۲۵ | 1998 QQ60   | ۲۷ اوت ۱۹۹۸     |
| ۱۹۰۳۲۶ | 1998 QD69   | ۲۴ اوت ۱۹۹۸     |
| ۱۹۰۳۲۷ | 1998 QE85   | ۲۴ اوت ۱۹۹۸     |
| ۱۹۰۳۲۸ | 1998 RA12   | ۱۳ سپتامبر ۱۹۹۸ |
| ۱۹۰۳۲۹ | 1998 RK14   | ۱۴ سپتامبر ۱۹۹۸ |
| ۱۹۰۳۳۰ | 1998 RO25   | ۱۴ سپتامبر ۱۹۹۸ |
| ۱۹۰۳۳۱ | 1998 RL41   | ۱۴ سپتامبر ۱۹۹۸ |
| ۱۹۰۳۳۲ | 1998 RC60   | ۱۴ سپتامبر ۱۹۹۸ |
| ۱۹۰۳۳۳ | 1998 SX14   | ۲۳ سپتامبر ۱۹۹۸ |
| ۱۹۰۳۳۴ | 1998 SM59   | ۱۷ سپتامبر ۱۹۹۸ |
| ۱۹۰۳۳۵ | 1998 SJ76   | ۱۹ سپتامبر ۱۹۹۸ |
| ۱۹۰۳۳۶ | 1998 SD83   | ۲۶ سپتامبر ۱۹۹۸ |
| ۱۹۰۳۳۷ | 1998 SS96   | ۲۶ سپتامبر ۱۹۹۸ |
| ۱۹۰۳۳۸ | 1998 SZ108  | ۲۶ سپتامبر ۱۹۹۸ |
| ۱۹۰۳۳۹ | 1998 SC117  | ۲۶ سپتامبر ۱۹۹۸ |
| ۱۹۰۳۴۰ | 1998 SX168  | ۱۸ سپتامبر ۱۹۹۸ |
| ۱۹۰۳۴۱ | 1998 TS15   | ۱۵ اکتبر ۱۹۹۸   |
| ۱۹۰۳۴۲ | 1998 TJ20   | ۱۳ اکتبر ۱۹۹۸   |
| ۱۹۰۳۴۳ | 1998 TZ24   | ۱۴ اکتبر ۱۹۹۸   |
| ۱۹۰۳۴۴ | 1998 TO29   | ۱۵ اکتبر ۱۹۹۸   |
| ۱۹۰۳۴۵ | 1998 UR14   | ۲۳ اکتبر ۱۹۹۸   |
| ۱۹۰۳۴۶ | 1998 UG33   | ۲۸ اکتبر ۱۹۹۸   |
| ۱۹۰۳۴۷ | 1998 VD19   | ۱۰ نوامبر ۱۹۹۸  |
| ۱۹۰۳۴۸ | 1998 VE28   | ۱۰ نوامبر ۱۹۹۸  |
| ۱۹۰۳۴۹ | 1998 WL7    | ۲۳ نوامبر ۱۹۹۸  |
| ۱۹۰۳۵۰ | 1998 WD28   | ۱۸ نوامبر ۱۹۹۸  |
| ۱۹۰۳۵۱ | 1998 XV1    | ۷ دسامبر ۱۹۹۸   |
| ۱۹۰۳۵۲ | 1998 XC23   | ۱۱ دسامبر ۱۹۹۸  |
| ۱۹۰۳۵۳ | 1998 XK99   | ۱۵ دسامبر ۱۹۹۸  |
| ۱۹۰۳۵۴ | 1998 YC20   | ۲۵ دسامبر ۱۹۹۸  |
| ۱۹۰۳۵۵ | 1999 AR6    | ۹ ژانویه ۱۹۹۹   |
| ۱۹۰۳۵۶ | 1999 BY28   | ۱۸ ژانویه ۱۹۹۹  |
| ۱۹۰۳۵۷ | 1999 CG11   | ۱۲ فوریه ۱۹۹۹   |
| ۱۹۰۳۵۸ | 1999 CC147  | ۹ فوریه ۱۹۹۹    |
| ۱۹۰۳۵۹ | 1999 FJ3    | ۱۹ مارس ۱۹۹۹    |
| ۱۹۰۳۶۰ | 1999 FL70   | ۲۰ مارس ۱۹۹۹    |
| ۱۹۰۳۶۱ | 1999 FM82   | ۲۰ مارس ۱۹۹۹    |
| ۱۹۰۳۶۲ | 1999 JX99   | ۱۲ مه ۱۹۹۹      |
| ۱۹۰۳۶۳ | 1999 JL134  | ۱۵ مه ۱۹۹۹      |
| ۱۹۰۳۶۴ | 1999 LJ4    | ۱۰ ژوئن ۱۹۹۹    |
| ۱۹۰۳۶۵ | 1999 RS23   | ۷ سپتامبر ۱۹۹۹  |
| ۱۹۰۳۶۶ | 1999 RW39   | ۱۲ سپتامبر ۱۹۹۹ |
| ۱۹۰۳۶۷ | 1999 RE54   | ۷ سپتامبر ۱۹۹۹  |
| ۱۹۰۳۶۸ | 1999 RR56   | ۱۱ سپتامبر ۱۹۹۹ |
| ۱۹۰۳۶۹ | 1999 RT72   | ۷ سپتامبر ۱۹۹۹  |
| ۱۹۰۳۷۰ | 1999 RZ78   | ۷ سپتامبر ۱۹۹۹  |
| ۱۹۰۳۷۱ | 1999 RX81   | ۷ سپتامبر ۱۹۹۹  |
| ۱۹۰۳۷۲ | 1999 RW82   | ۷ سپتامبر ۱۹۹۹  |
| ۱۹۰۳۷۳ | 1999 RY84   | ۷ سپتامبر ۱۹۹۹  |
| ۱۹۰۳۷۴ | 1999 RG86   | ۷ سپتامبر ۱۹۹۹  |
| ۱۹۰۳۷۵ | 1999 RY98   | ۷ سپتامبر ۱۹۹۹  |
| ۱۹۰۳۷۶ | 1999 RE104  | ۸ سپتامبر ۱۹۹۹  |
| ۱۹۰۳۷۷ | 1999 RE107  | ۸ سپتامبر ۱۹۹۹  |
| ۱۹۰۳۷۸ | 1999 RN108  | ۸ سپتامبر ۱۹۹۹  |
| ۱۹۰۳۷۹ | 1999 RQ123  | ۹ سپتامبر ۱۹۹۹  |
| ۱۹۰۳۸۰ | 1999 RS123  | ۹ سپتامبر ۱۹۹۹  |
| ۱۹۰۳۸۱ | 1999 RJ132  | ۹ سپتامبر ۱۹۹۹  |
| ۱۹۰۳۸۲ | 1999 RY134  | ۹ سپتامبر ۱۹۹۹  |
| ۱۹۰۳۸۳ | 1999 RN151  | ۹ سپتامبر ۱۹۹۹  |
| ۱۹۰۳۸۴ | 1999 RZ181  | ۹ سپتامبر ۱۹۹۹  |
| ۱۹۰۳۸۵ | 1999 RP202  | ۸ سپتامبر ۱۹۹۹  |
| ۱۹۰۳۸۶ | 1999 RU202  | ۸ سپتامبر ۱۹۹۹  |
| ۱۹۰۳۸۷ | 1999 RL209  | ۸ سپتامبر ۱۹۹۹  |
| ۱۹۰۳۸۸ | 1999 RW247  | ۵ سپتامبر ۱۹۹۹  |
| ۱۹۰۳۸۹ | 1999 SC15   | ۲۹ سپتامبر ۱۹۹۹ |
| ۱۹۰۳۹۰ | 1999 TD60   | ۷ اکتبر ۱۹۹۹    |
| ۱۹۰۳۹۱ | 1999 TL77   | ۱۰ اکتبر ۱۹۹۹   |
| ۱۹۰۳۹۲ | 1999 TL82   | ۱۲ اکتبر ۱۹۹۹   |
| ۱۹۰۳۹۳ | 1999 TO101  | ۲ اکتبر ۱۹۹۹    |
| ۱۹۰۳۹۴ | 1999 TS108  | ۴ اکتبر ۱۹۹۹    |
| ۱۹۰۳۹۵ | 1999 TR109  | ۴ اکتبر ۱۹۹۹    |
| ۱۹۰۳۹۶ | 1999 TZ124  | ۴ اکتبر ۱۹۹۹    |
| ۱۹۰۳۹۷ | 1999 TZ138  | ۶ اکتبر ۱۹۹۹    |
| ۱۹۰۳۹۸ | 1999 TE142  | ۷ اکتبر ۱۹۹۹    |
| ۱۹۰۳۹۹ | 1999 TQ144  | ۷ اکتبر ۱۹۹۹    |
| ۱۹۰۴۰۰ | 1999 TG145  | ۷ اکتبر ۱۹۹۹    |
| ۱۹۰۴۰۱ | 1999 TL145  | ۷ اکتبر ۱۹۹۹    |
| ۱۹۰۴۰۲ | 1999 TK168  | ۱۰ اکتبر ۱۹۹۹   |
| ۱۹۰۴۰۳ | 1999 TV191  | ۱۲ اکتبر ۱۹۹۹   |
| ۱۹۰۴۰۴ | 1999 TA192  | ۱۲ اکتبر ۱۹۹۹   |
| ۱۹۰۴۰۵ | 1999 TF193  | ۱۲ اکتبر ۱۹۹۹   |
| ۱۹۰۴۰۶ | 1999 TR194  | ۱۲ اکتبر ۱۹۹۹   |
| ۱۹۰۴۰۷ | 1999 TK231  | ۵ اکتبر ۱۹۹۹    |
| ۱۹۰۴۰۸ | 1999 TM245  | ۷ اکتبر ۱۹۹۹    |
| ۱۹۰۴۰۹ | 1999 TR246  | ۶ اکتبر ۱۹۹۹    |
| ۱۹۰۴۱۰ | 1999 TX253  | ۱۱ اکتبر ۱۹۹۹   |
| ۱۹۰۴۱۱ | 1999 TF254  | ۱۲ اکتبر ۱۹۹۹   |
| ۱۹۰۴۱۲ | 1999 TN267  | ۳ اکتبر ۱۹۹۹    |
| ۱۹۰۴۱۳ | 1999 TN284  | ۹ اکتبر ۱۹۹۹    |
| ۱۹۰۴۱۴ | 1999 TF319  | ۹ اکتبر ۱۹۹۹    |
| ۱۹۰۴۱۵ | 1999 UP1    | ۱۷ اکتبر ۱۹۹۹   |
| ۱۹۰۴۱۶ | 1999 UH8    | ۲۹ اکتبر ۱۹۹۹   |
| ۱۹۰۴۱۷ | 1999 UU12   | ۲۹ اکتبر ۱۹۹۹   |
| ۱۹۰۴۱۸ | 1999 UO35   | ۳۱ اکتبر ۱۹۹۹   |
| ۱۹۰۴۱۹ | 1999 VO54   | ۴ نوامبر ۱۹۹۹   |
| ۱۹۰۴۲۰ | 1999 VZ70   | ۴ نوامبر ۱۹۹۹   |
| ۱۹۰۴۲۱ | 1999 VN79   | ۴ نوامبر ۱۹۹۹   |
| ۱۹۰۴۲۲ | 1999 VG92   | ۹ نوامبر ۱۹۹۹   |
| ۱۹۰۴۲۳ | 1999 VZ107  | ۹ نوامبر ۱۹۹۹   |
| ۱۹۰۴۲۴ | 1999 VA114  | ۹ نوامبر ۱۹۹۹   |
| ۱۹۰۴۲۵ | 1999 VM137  | ۱۲ نوامبر ۱۹۹۹  |
| ۱۹۰۴۲۶ | 1999 VW138  | ۹ نوامبر ۱۹۹۹   |
| ۱۹۰۴۲۷ | 1999 VV150  | ۱۴ نوامبر ۱۹۹۹  |
| ۱۹۰۴۲۸ | 1999 VS159  | ۱۴ نوامبر ۱۹۹۹  |
| ۱۹۰۴۲۹ | 1999 VB180  | ۶ نوامبر ۱۹۹۹   |
| ۱۹۰۴۳۰ | 1999 VB189  | ۱۵ نوامبر ۱۹۹۹  |
| ۱۹۰۴۳۱ | 1999 VZ194  | ۳ نوامبر ۱۹۹۹   |
| ۱۹۰۴۳۲ | 1999 WO17   | ۳۰ نوامبر ۱۹۹۹  |
| ۱۹۰۴۳۳ | 1999 XC59   | ۷ دسامبر ۱۹۹۹   |
| ۱۹۰۴۳۴ | 1999 XX78   | ۷ دسامبر ۱۹۹۹   |
| ۱۹۰۴۳۵ | 1999 XN146  | ۷ دسامبر ۱۹۹۹   |
| ۱۹۰۴۳۶ | 1999 XT181  | ۱۲ دسامبر ۱۹۹۹  |
| ۱۹۰۴۳۷ | 1999 XS182  | ۱۲ دسامبر ۱۹۹۹  |
| ۱۹۰۴۳۸ | 1999 XD193  | ۱۲ دسامبر ۱۹۹۹  |
| ۱۹۰۴۳۹ | 1999 XQ203  | ۱۲ دسامبر ۱۹۹۹  |
| ۱۹۰۴۴۰ | 1999 XV217  | ۱۳ دسامبر ۱۹۹۹  |
| ۱۹۰۴۴۱ | 1999 XB220  | ۱۲ دسامبر ۱۹۹۹  |
| ۱۹۰۴۴۲ | 1999 XE225  | ۱۳ دسامبر ۱۹۹۹  |
| ۱۹۰۴۴۳ | 1999 XS246  | ۵ دسامبر ۱۹۹۹   |
| ۱۹۰۴۴۴ | 1999 YM9    | ۳۱ دسامبر ۱۹۹۹  |
| ۱۹۰۴۴۵ | 1999 YB10   | ۲۷ دسامبر ۱۹۹۹  |
| ۱۹۰۴۴۶ | 2000 AL8    | ۲ ژانویه ۲۰۰۰   |
| ۱۹۰۴۴۷ | 2000 AR11   | ۳ ژانویه ۲۰۰۰   |
| ۱۹۰۴۴۸ | 2000 AO35   | ۳ ژانویه ۲۰۰۰   |
| ۱۹۰۴۴۹ | 2000 AO52   | ۴ ژانویه ۲۰۰۰   |
| ۱۹۰۴۵۰ | 2000 AZ78   | ۵ ژانویه ۲۰۰۰   |
| ۱۹۰۴۵۱ | 2000 AX146  | ۷ ژانویه ۲۰۰۰   |
| ۱۹۰۴۵۲ | 2000 AS211  | ۵ ژانویه ۲۰۰۰   |
| ۱۹۰۴۵۳ | 2000 AQ235  | ۵ ژانویه ۲۰۰۰   |
| ۱۹۰۴۵۴ | 2000 BR12   | ۲۸ ژانویه ۲۰۰۰  |
| ۱۹۰۴۵۵ | 2000 BU13   | ۲۹ ژانویه ۲۰۰۰  |
| ۱۹۰۴۵۶ | 2000 BC32   | ۳۰ ژانویه ۲۰۰۰  |
| ۱۹۰۴۵۷ | 2000 BR32   | ۲۸ ژانویه ۲۰۰۰  |
| ۱۹۰۴۵۸ | 2000 BG40   | ۲۹ ژانویه ۲۰۰۰  |
| ۱۹۰۴۵۹ | 2000 CN7    | ۲ فوریه ۲۰۰۰    |
| ۱۹۰۴۶۰ | 2000 CO9    | ۲ فوریه ۲۰۰۰    |
| ۱۹۰۴۶۱ | 2000 CP39   | ۳ فوریه ۲۰۰۰    |
| ۱۹۰۴۶۲ | 2000 CY41   | ۲ فوریه ۲۰۰۰    |
| ۱۹۰۴۶۳ | 2000 CE57   | ۵ فوریه ۲۰۰۰    |
| ۱۹۰۴۶۴ | 2000 CU59   | ۲ فوریه ۲۰۰۰    |
| ۱۹۰۴۶۵ | 2000 CS78   | ۸ فوریه ۲۰۰۰    |
| ۱۹۰۴۶۶ | 2000 CH102  | ۲ فوریه ۲۰۰۰    |
| ۱۹۰۴۶۷ | 2000 CP111  | ۶ فوریه ۲۰۰۰    |
| ۱۹۰۴۶۸ | 2000 CQ138  | ۵ فوریه ۲۰۰۰    |
| ۱۹۰۴۶۹ | 2000 DC10   | ۲۶ فوریه ۲۰۰۰   |
| ۱۹۰۴۷۰ | 2000 DX10   | ۲۶ فوریه ۲۰۰۰   |
| ۱۹۰۴۷۱ | 2000 DG27   | ۲۹ فوریه ۲۰۰۰   |
| ۱۹۰۴۷۲ | 2000 DF44   | ۲۹ فوریه ۲۰۰۰   |
| ۱۹۰۴۷۳ | 2000 DT46   | ۲۹ فوریه ۲۰۰۰   |
| ۱۹۰۴۷۴ | 2000 DL52   | ۲۹ فوریه ۲۰۰۰   |
| ۱۹۰۴۷۵ | 2000 DR64   | ۲۹ فوریه ۲۰۰۰   |
| ۱۹۰۴۷۶ | 2000 DZ70   | ۲۹ فوریه ۲۰۰۰   |
| ۱۹۰۴۷۷ | 2000 DX88   | ۲۵ فوریه ۲۰۰۰   |
| ۱۹۰۴۷۸ | 2000 DW96   | ۲۹ فوریه ۲۰۰۰   |
| ۱۹۰۴۷۹ | 2000 DA97   | ۲۹ فوریه ۲۰۰۰   |
| ۱۹۰۴۸۰ | 2000 DG109  | ۲۹ فوریه ۲۰۰۰   |
| ۱۹۰۴۸۱ | 2000 DN111  | ۲۹ فوریه ۲۰۰۰   |
| ۱۹۰۴۸۲ | 2000 DU113  | ۲۷ فوریه ۲۰۰۰   |
| ۱۹۰۴۸۳ | 2000 EC2    | ۳ مارس ۲۰۰۰     |
| ۱۹۰۴۸۴ | 2000 ET2    | ۳ مارس ۲۰۰۰     |
| ۱۹۰۴۸۵ | 2000 EE3    | ۳ مارس ۲۰۰۰     |
| ۱۹۰۴۸۶ | 2000 EO9    | ۳ مارس ۲۰۰۰     |
| ۱۹۰۴۸۷ | 2000 EM10   | ۳ مارس ۲۰۰۰     |
| ۱۹۰۴۸۸ | 2000 EF58   | ۸ مارس ۲۰۰۰     |
| ۱۹۰۴۸۹ | 2000 EW61   | ۱۰ مارس ۲۰۰۰    |
| ۱۹۰۴۹۰ | 2000 EU172  | ۱ مارس ۲۰۰۰     |
| ۱۹۰۴۹۱ | 2000 FJ10   | ۲۵ مارس ۲۰۰۰    |
| ۱۹۰۴۹۲ | 2000 FL42   | ۲۹ مارس ۲۰۰۰    |
| ۱۹۰۴۹۳ | 2000 GO11   | ۵ آوریل ۲۰۰۰    |
| ۱۹۰۴۹۴ | 2000 GG42   | ۵ آوریل ۲۰۰۰    |
| ۱۹۰۴۹۵ | 2000 GN45   | ۵ آوریل ۲۰۰۰    |
| ۱۹۰۴۹۶ | 2000 GC55   | ۵ آوریل ۲۰۰۰    |
| ۱۹۰۴۹۷ | 2000 GT101  | ۷ آوریل ۲۰۰۰    |
| ۱۹۰۴۹۸ | 2000 GB111  | ۲ آوریل ۲۰۰۰    |
| ۱۹۰۴۹۹ | 2000 GP111  | ۳ آوریل ۲۰۰۰    |
| ۱۹۰۵۰۰ | 2000 GX111  | ۳ آوریل ۲۰۰۰    |
| ۱۹۰۵۰۱ | 2000 GV145  | ۱۲ آوریل ۲۰۰۰   |
| ۱۹۰۵۰۲ | 2000 GT170  | ۵ آوریل ۲۰۰۰    |
| ۱۹۰۵۰۳ | 2000 GT177  | ۳ آوریل ۲۰۰۰    |
| ۱۹۰۵۰۳ | 2000 HE     | ۲۲ آوریل ۲۰۰۰   |
| ۱۹۰۵۰۵ | 2000 HS4    | ۲۷ آوریل ۲۰۰۰   |
| ۱۹۰۵۰۶ | 2000 HO18   | ۲۵ آوریل ۲۰۰۰   |
| ۱۹۰۵۰۷ | 2000 HU26   | ۲۴ آوریل ۲۰۰۰   |
| ۱۹۰۵۰۸ | 2000 HM43   | ۲۹ آوریل ۲۰۰۰   |
| ۱۹۰۵۰۹ | 2000 HX47   | ۲۹ آوریل ۲۰۰۰   |
| ۱۹۰۵۱۰ | 2000 HH60   | ۲۵ آوریل ۲۰۰۰   |
| ۱۹۰۵۱۱ | 2000 HL72   | ۲۵ آوریل ۲۰۰۰   |
| ۱۹۰۵۱۲ | 2000 JE22   | ۶ مه ۲۰۰۰       |
| ۱۹۰۵۱۳ | 2000 JP25   | ۷ مه ۲۰۰۰       |
| ۱۹۰۵۱۴ | 2000 JO42   | ۷ مه ۲۰۰۰       |
| ۱۹۰۵۱۵ | 2000 JO49   | ۹ مه ۲۰۰۰       |
| ۱۹۰۵۱۶ | 2000 JT73   | ۲ مه ۲۰۰۰       |
| ۱۹۰۵۱۷ | 2000 KE8    | ۲۷ مه ۲۰۰۰      |
| ۱۹۰۵۱۸ | 2000 KF43   | ۲۶ مه ۲۰۰۰      |
| ۱۹۰۵۱۹ | 2000 NR17   | ۵ ژوئیه ۲۰۰۰    |
| ۱۹۰۵۲۰ | 2000 PN26   | ۵ اوت ۲۰۰۰      |
| ۱۹۰۵۲۱ | 2000 QV21   | ۲۴ اوت ۲۰۰۰     |
| ۱۹۰۵۲۲ | 2000 QM44   | ۲۴ اوت ۲۰۰۰     |
| ۱۹۰۵۲۳ | 2000 QK93   | ۲۵ اوت ۲۰۰۰     |
| ۱۹۰۵۲۴ | 2000 QJ108  | ۲۹ اوت ۲۰۰۰     |
| ۱۹۰۵۲۵ | 2000 QX124  | ۲۹ اوت ۲۰۰۰     |
| ۱۹۰۵۲۶ | 2000 QC170  | ۳۱ اوت ۲۰۰۰     |
| ۱۹۰۵۲۷ | 2000 QB180  | ۲۹ اوت ۲۰۰۰     |
| ۱۹۰۵۲۸ | 2000 QQ181  | ۳۱ اوت ۲۰۰۰     |
| ۱۹۰۵۲۹ | 2000 QD184  | ۲۶ اوت ۲۰۰۰     |
| ۱۹۰۵۳۰ | 2000 QS189  | ۲۶ اوت ۲۰۰۰     |
| ۱۹۰۵۳۱ | 2000 QS194  | ۳۱ اوت ۲۰۰۰     |
| ۱۹۰۵۳۲ | 2000 QX215  | ۳۱ اوت ۲۰۰۰     |
| ۱۹۰۵۳۳ | 2000 RN5    | ۱ سپتامبر ۲۰۰۰  |
| ۱۹۰۵۳۴ | 2000 RH8    | ۱ سپتامبر ۲۰۰۰  |
| ۱۹۰۵۳۵ | 2000 RM28   | ۱ سپتامبر ۲۰۰۰  |
| ۱۹۰۵۳۶ | 2000 RQ35   | ۲ سپتامبر ۲۰۰۰  |
| ۱۹۰۵۳۷ | 2000 RS45   | ۳ سپتامبر ۲۰۰۰  |
| ۱۹۰۵۳۸ | 2000 RS48   | ۳ سپتامبر ۲۰۰۰  |
| ۱۹۰۵۳۹ | 2000 RX60   | ۶ سپتامبر ۲۰۰۰  |
| ۱۹۰۵۴۰ | 2000 RE67   | ۱ سپتامبر ۲۰۰۰  |
| ۱۹۰۵۴۱ | 2000 RO77   | ۸ سپتامبر ۲۰۰۰  |
| ۱۹۰۵۴۲ | 2000 RR78   | ۸ سپتامبر ۲۰۰۰  |
| ۱۹۰۵۴۳ | 2000 RM80   | ۱ سپتامبر ۲۰۰۰  |
| ۱۹۰۵۴۴ | 2000 RQ87   | ۲ سپتامبر ۲۰۰۰  |
| ۱۹۰۵۴۵ | 2000 RZ89   | ۳ سپتامبر ۲۰۰۰  |
| ۱۹۰۵۴۶ | 2000 SW14   | ۲۳ سپتامبر ۲۰۰۰ |
| ۱۹۰۵۴۷ | 2000 SA19   | ۲۳ سپتامبر ۲۰۰۰ |
| ۱۹۰۵۴۸ | 2000 SU28   | ۲۳ سپتامبر ۲۰۰۰ |
| ۱۹۰۵۴۹ | 2000 SP37   | ۲۴ سپتامبر ۲۰۰۰ |
| ۱۹۰۵۵۰ | 2000 SD44   | ۲۴ سپتامبر ۲۰۰۰ |
| ۱۹۰۵۵۱ | 2000 SK48   | ۲۳ سپتامبر ۲۰۰۰ |
| ۱۹۰۵۵۲ | 2000 SV49   | ۲۳ سپتامبر ۲۰۰۰ |
| ۱۹۰۵۵۳ | 2000 SB65   | ۲۴ سپتامبر ۲۰۰۰ |
| ۱۹۰۵۵۴ | 2000 SU65   | ۲۴ سپتامبر ۲۰۰۰ |
| ۱۹۰۵۵۵ | 2000 SY67   | ۲۴ سپتامبر ۲۰۰۰ |
| ۱۹۰۵۵۶ | 2000 SV73   | ۲۴ سپتامبر ۲۰۰۰ |
| ۱۹۰۵۵۷ | 2000 SH77   | ۲۴ سپتامبر ۲۰۰۰ |
| ۱۹۰۵۵۸ | 2000 SE78   | ۲۴ سپتامبر ۲۰۰۰ |
| ۱۹۰۵۵۹ | 2000 SK79   | ۲۴ سپتامبر ۲۰۰۰ |
| ۱۹۰۵۶۰ | 2000 SU86   | ۲۴ سپتامبر ۲۰۰۰ |
| ۱۹۰۵۶۱ | 2000 SY99   | ۲۳ سپتامبر ۲۰۰۰ |
| ۱۹۰۵۶۲ | 2000 SP106  | ۲۴ سپتامبر ۲۰۰۰ |
| ۱۹۰۵۶۳ | 2000 SL123  | ۲۴ سپتامبر ۲۰۰۰ |
| ۱۹۰۵۶۴ | 2000 SU128  | ۲۴ سپتامبر ۲۰۰۰ |
| ۱۹۰۵۶۵ | 2000 SU131  | ۲۲ سپتامبر ۲۰۰۰ |
| ۱۹۰۵۶۶ | 2000 SJ132  | ۲۲ سپتامبر ۲۰۰۰ |
| ۱۹۰۵۶۷ | 2000 SL137  | ۲۳ سپتامبر ۲۰۰۰ |
| ۱۹۰۵۶۸ | 2000 SQ183  | ۲۰ سپتامبر ۲۰۰۰ |
| ۱۹۰۵۶۹ | 2000 SY190  | ۲۳ سپتامبر ۲۰۰۰ |
| ۱۹۰۵۷۰ | 2000 SO203  | ۲۴ سپتامبر ۲۰۰۰ |
| ۱۹۰۵۷۱ | 2000 SH206  | ۲۴ سپتامبر ۲۰۰۰ |
| ۱۹۰۵۷۲ | 2000 SK209  | ۲۵ سپتامبر ۲۰۰۰ |
| ۱۹۰۵۷۳ | 2000 SN211  | ۲۵ سپتامبر ۲۰۰۰ |
| ۱۹۰۵۷۴ | 2000 SR227  | ۲۷ سپتامبر ۲۰۰۰ |
| ۱۹۰۵۷۵ | 2000 SC243  | ۲۴ سپتامبر ۲۰۰۰ |
| ۱۹۰۵۷۶ | 2000 SZ270  | ۲۷ سپتامبر ۲۰۰۰ |
| ۱۹۰۵۷۷ | 2000 SE272  | ۲۸ سپتامبر ۲۰۰۰ |
| ۱۹۰۵۷۸ | 2000 SQ274  | ۲۸ سپتامبر ۲۰۰۰ |
| ۱۹۰۵۷۹ | 2000 SB287  | ۲۶ سپتامبر ۲۰۰۰ |
| ۱۹۰۵۸۰ | 2000 SB295  | ۲۷ سپتامبر ۲۰۰۰ |
| ۱۹۰۵۸۱ | 2000 SE296  | ۲۷ سپتامبر ۲۰۰۰ |
| ۱۹۰۵۸۲ | 2000 SO299  | ۲۸ سپتامبر ۲۰۰۰ |
| ۱۹۰۵۸۳ | 2000 SD309  | ۳۰ سپتامبر ۲۰۰۰ |
| ۱۹۰۵۸۴ | 2000 SH311  | ۲۶ سپتامبر ۲۰۰۰ |
| ۱۹۰۵۸۵ | 2000 SF339  | ۲۵ سپتامبر ۲۰۰۰ |
| ۱۹۰۵۸۶ | 2000 SX354  | ۲۹ سپتامبر ۲۰۰۰ |
| ۱۹۰۵۸۷ | 2000 SQ361  | ۲۳ سپتامبر ۲۰۰۰ |
| ۱۹۰۵۸۸ | 2000 SN363  | ۲۲ سپتامبر ۲۰۰۰ |
| ۱۹۰۵۸۹ | 2000 TY3    | ۱ اکتبر ۲۰۰۰    |
| ۱۹۰۵۹۰ | 2000 TU10   | ۱ اکتبر ۲۰۰۰    |
| ۱۹۰۵۹۱ | 2000 TA15   | ۱ اکتبر ۲۰۰۰    |
| ۱۹۰۵۹۲ | 2000 TQ35   | ۶ اکتبر ۲۰۰۰    |
| ۱۹۰۵۹۳ | 2000 TH44   | ۱ اکتبر ۲۰۰۰    |
| ۱۹۰۵۹۴ | 2000 TY61   | ۲ اکتبر ۲۰۰۰    |
| ۱۹۰۵۹۵ | 2000 TP62   | ۲ اکتبر ۲۰۰۰    |
| ۱۹۰۵۹۶ | 2000 UP2    | ۲۳ اکتبر ۲۰۰۰   |
| ۱۹۰۵۹۷ | 2000 UD24   | ۲۴ اکتبر ۲۰۰۰   |
| ۱۹۰۵۹۸ | 2000 UY45   | ۲۴ اکتبر ۲۰۰۰   |
| ۱۹۰۵۹۹ | 2000 UR50   | ۲۴ اکتبر ۲۰۰۰   |
| ۱۹۰۶۰۰ | 2000 UL70   | ۲۵ اکتبر ۲۰۰۰   |
| ۱۹۰۶۰۱ | 2000 UP75   | ۳۱ اکتبر ۲۰۰۰   |
| ۱۹۰۶۰۲ | 2000 UZ79   | ۲۴ اکتبر ۲۰۰۰   |
| ۱۹۰۶۰۳ | 2000 UV80   | ۲۴ اکتبر ۲۰۰۰   |
| ۱۹۰۶۰۴ | 2000 UG89   | ۳۱ اکتبر ۲۰۰۰   |
| ۱۹۰۶۰۵ | 2000 UX91   | ۲۵ اکتبر ۲۰۰۰   |
| ۱۹۰۶۰۶ | 2000 UO99   | ۲۵ اکتبر ۲۰۰۰   |
| ۱۹۰۶۰۷ | 2000 UJ109  | ۳۱ اکتبر ۲۰۰۰   |
| ۱۹۰۶۰۸ | 2000 VD24   | ۱ نوامبر ۲۰۰۰   |
| ۱۹۰۶۰۹ | 2000 VH24   | ۱ نوامبر ۲۰۰۰   |
| ۱۹۰۶۱۰ | 2000 VY36   | ۱ نوامبر ۲۰۰۰   |
| ۱۹۰۶۱۱ | 2000 VN38   | ۱ نوامبر ۲۰۰۰   |
| ۱۹۰۶۱۲ | 2000 VZ46   | ۳ نوامبر ۲۰۰۰   |
| ۱۹۰۶۱۳ | 2000 VJ49   | ۲ نوامبر ۲۰۰۰   |
| ۱۹۰۶۱۴ | 2000 VJ54   | ۳ نوامبر ۲۰۰۰   |
| ۱۹۰۶۱۵ | 2000 VN59   | ۶ نوامبر ۲۰۰۰   |
| ۱۹۰۶۱۶ | 2000 WA7    | ۱۹ نوامبر ۲۰۰۰  |
| ۱۹۰۶۱۷ | 2000 WT9    | ۱۹ نوامبر ۲۰۰۰  |
| ۱۹۰۶۱۸ | 2000 WM18   | ۲۱ نوامبر ۲۰۰۰  |
| ۱۹۰۶۱۹ | 2000 WM25   | ۲۱ نوامبر ۲۰۰۰  |
| ۱۹۰۶۲۰ | 2000 WC39   | ۲۰ نوامبر ۲۰۰۰  |
| ۱۹۰۶۲۱ | 2000 WJ46   | ۲۱ نوامبر ۲۰۰۰  |
| ۱۹۰۶۲۲ | 2000 WT49   | ۲۵ نوامبر ۲۰۰۰  |
| ۱۹۰۶۲۳ | 2000 WD58   | ۲۱ نوامبر ۲۰۰۰  |
| ۱۹۰۶۲۴ | 2000 WW68   | ۱۹ نوامبر ۲۰۰۰  |
| ۱۹۰۶۲۵ | 2000 WB85   | ۲۰ نوامبر ۲۰۰۰  |
| ۱۹۰۶۲۶ | 2000 WS91   | ۲۱ نوامبر ۲۰۰۰  |
| ۱۹۰۶۲۷ | 2000 WP94   | ۲۱ نوامبر ۲۰۰۰  |
| ۱۹۰۶۲۸ | 2000 WW112  | ۲۰ نوامبر ۲۰۰۰  |
| ۱۹۰۶۲۹ | 2000 WT114  | ۲۰ نوامبر ۲۰۰۰  |
| ۱۹۰۶۳۰ | 2000 WZ124  | ۲۷ نوامبر ۲۰۰۰  |
| ۱۹۰۶۳۱ | 2000 WT129  | ۱۹ نوامبر ۲۰۰۰  |
| ۱۹۰۶۳۲ | 2000 WT131  | ۲۰ نوامبر ۲۰۰۰  |
| ۱۹۰۶۳۳ | 2000 WH135  | ۱۹ نوامبر ۲۰۰۰  |
| ۱۹۰۶۳۴ | 2000 WG141  | ۱۹ نوامبر ۲۰۰۰  |
| ۱۹۰۶۳۵ | 2000 WX148  | ۲۹ نوامبر ۲۰۰۰  |
| ۱۹۰۶۳۶ | 2000 WE151  | ۲۷ نوامبر ۲۰۰۰  |
| ۱۹۰۶۳۷ | 2000 WE155  | ۳۰ نوامبر ۲۰۰۰  |
| ۱۹۰۶۳۸ | 2000 WD164  | ۲۱ نوامبر ۲۰۰۰  |
| ۱۹۰۶۳۹ | 2000 WZ171  | ۲۵ نوامبر ۲۰۰۰  |
| ۱۹۰۶۴۰ | 2000 WO172  | ۲۵ نوامبر ۲۰۰۰  |
| ۱۹۰۶۴۱ | 2000 XD3    | ۱ دسامبر ۲۰۰۰   |
| ۱۹۰۶۴۲ | 2000 XX5    | ۱ دسامبر ۲۰۰۰   |
| ۱۹۰۶۴۳ | 2000 XH8    | ۱ دسامبر ۲۰۰۰   |
| ۱۹۰۶۴۴ | 2000 XS9    | ۱ دسامبر ۲۰۰۰   |
| ۱۹۰۶۴۵ | 2000 XC18   | ۴ دسامبر ۲۰۰۰   |
| ۱۹۰۶۴۶ | 2000 XD20   | ۴ دسامبر ۲۰۰۰   |
| ۱۹۰۶۴۷ | 2000 XH24   | ۴ دسامبر ۲۰۰۰   |
| ۱۹۰۶۴۸ | 2000 XS24   | ۴ دسامبر ۲۰۰۰   |
| ۱۹۰۶۴۹ | 2000 XF26   | ۴ دسامبر ۲۰۰۰   |
| ۱۹۰۶۵۰ | 2000 XN40   | ۵ دسامبر ۲۰۰۰   |
| ۱۹۰۶۵۱ | 2000 XM46   | ۷ دسامبر ۲۰۰۰   |
| ۱۹۰۶۵۲ | 2000 XW46   | ۷ دسامبر ۲۰۰۰   |
| ۱۹۰۶۵۳ | 2000 XD48   | ۴ دسامبر ۲۰۰۰   |
| ۱۹۰۶۵۴ | 2000 XJ48   | ۴ دسامبر ۲۰۰۰   |
| ۱۹۰۶۵۵ | 2000 YT25   | ۲۲ دسامبر ۲۰۰۰  |
| ۱۹۰۶۵۶ | 2000 YH40   | ۳۰ دسامبر ۲۰۰۰  |
| ۱۹۰۶۵۷ | 2000 YJ40   | ۳۰ دسامبر ۲۰۰۰  |
| ۱۹۰۶۵۸ | 2000 YA44   | ۳۰ دسامبر ۲۰۰۰  |
| ۱۹۰۶۵۹ | 2000 YO57   | ۳۰ دسامبر ۲۰۰۰  |
| ۱۹۰۶۶۰ | 2000 YE67   | ۲۸ دسامبر ۲۰۰۰  |
| ۱۹۰۶۶۱ | 2000 YT84   | ۳۰ دسامبر ۲۰۰۰  |
| ۱۹۰۶۶۲ | 2000 YD86   | ۳۰ دسامبر ۲۰۰۰  |
| ۱۹۰۶۶۳ | 2000 YF88   | ۳۰ دسامبر ۲۰۰۰  |
| ۱۹۰۶۶۴ | 2000 YX90   | ۳۰ دسامبر ۲۰۰۰  |
| ۱۹۰۶۶۵ | 2000 YG98   | ۳۰ دسامبر ۲۰۰۰  |
| ۱۹۰۶۶۶ | 2000 YB99   | ۳۰ دسامبر ۲۰۰۰  |
| ۱۹۰۶۶۷ | 2000 YD108  | ۳۰ دسامبر ۲۰۰۰  |
| ۱۹۰۶۶۸ | 2000 YK112  | ۳۰ دسامبر ۲۰۰۰  |
| ۱۹۰۶۶۹ | 2000 YJ117  | ۳۰ دسامبر ۲۰۰۰  |
| ۱۹۰۶۷۰ | 2001 AU19   | ۵ ژانویه ۲۰۰۱   |
| ۱۹۰۶۷۱ | 2001 AS22   | ۳ ژانویه ۲۰۰۱   |
| ۱۹۰۶۷۲ | 2001 AR26   | ۵ ژانویه ۲۰۰۱   |
| ۱۹۰۶۷۳ | 2001 AZ45   | ۱۵ ژانویه ۲۰۰۱  |
| ۱۹۰۶۷۴ | 2001 BZ18   | ۱۹ ژانویه ۲۰۰۱  |
| ۱۹۰۶۷۵ | 2001 BU20   | ۱۹ ژانویه ۲۰۰۱  |
| ۱۹۰۶۷۶ | 2001 BO34   | ۲۰ ژانویه ۲۰۰۱  |
| ۱۹۰۶۷۷ | 2001 BQ61   | ۲۴ ژانویه ۲۰۰۱  |
| ۱۹۰۶۷۸ | 2001 BQ63   | ۲۹ ژانویه ۲۰۰۱  |
| ۱۹۰۶۷۹ | 2001 BE73   | ۲۸ ژانویه ۲۰۰۱  |
| ۱۹۰۶۸۰ | 2001 CM2    | ۱ فوریه ۲۰۰۱    |
| ۱۹۰۶۸۱ | 2001 CW23   | ۱ فوریه ۲۰۰۱    |
| ۱۹۰۶۸۲ | 2001 CF31   | ۲ فوریه ۲۰۰۱    |
| ۱۹۰۶۸۳ | 2001 CR47   | ۱۲ فوریه ۲۰۰۱   |
| ۱۹۰۶۸۴ | 2001 DW15   | ۱۶ فوریه ۲۰۰۱   |
| ۱۹۰۶۸۵ | 2001 DF25   | ۱۷ فوریه ۲۰۰۱   |
| ۱۹۰۶۸۶ | 2001 DG36   | ۱۹ فوریه ۲۰۰۱   |
| ۱۹۰۶۸۷ | 2001 DW40   | ۱۹ فوریه ۲۰۰۱   |
| ۱۹۰۶۸۸ | 2001 DB89   | ۲۷ فوریه ۲۰۰۱   |
| ۱۹۰۶۸۹ | 2001 DO93   | ۱۹ فوریه ۲۰۰۱   |
| ۱۹۰۶۹۰ | 2001 DO105  | ۱۶ فوریه ۲۰۰۱   |
| ۱۹۰۶۹۱ | 2001 EG3    | ۴ مارس ۲۰۰۱     |
| ۱۹۰۶۹۲ | 2001 EC7    | ۲ مارس ۲۰۰۱     |
| ۱۹۰۶۹۳ | 2001 ED13   | ۱۴ مارس ۲۰۰۱    |
| ۱۹۰۶۹۴ | 2001 EX24   | ۱۵ مارس ۲۰۰۱    |
| ۱۹۰۶۹۵ | 2001 FX1    | ۱۶ مارس ۲۰۰۱    |
| ۱۹۰۶۹۶ | 2001 FT14   | ۱۹ مارس ۲۰۰۱    |
| ۱۹۰۶۹۷ | 2001 FQ16   | ۱۹ مارس ۲۰۰۱    |
| ۱۹۰۶۹۸ | 2001 FG30   | ۲۰ مارس ۲۰۰۱    |
| ۱۹۰۶۹۹ | 2001 FR30   | ۲۱ مارس ۲۰۰۱    |
| ۱۹۰۷۰۰ | 2001 FO45   | ۱۸ مارس ۲۰۰۱    |
| ۱۹۰۷۰۱ | 2001 FZ56   | ۲۳ مارس ۲۰۰۱    |
| ۱۹۰۷۰۲ | 2001 FN85   | ۲۶ مارس ۲۰۰۱    |
| ۱۹۰۷۰۳ | 2001 FW123  | ۲۳ مارس ۲۰۰۱    |
| ۱۹۰۷۰۴ | 2001 FY125  | ۲۸ مارس ۲۰۰۱    |
| ۱۹۰۷۰۵ | 2001 FW146  | ۲۴ مارس ۲۰۰۱    |
| ۱۹۰۷۰۶ | 2001 FK158  | ۲۷ مارس ۲۰۰۱    |
| ۱۹۰۷۰۷ | 2001 FC159  | ۲۹ مارس ۲۰۰۱    |
| ۱۹۰۷۰۸ | 2001 FB168  | ۲۰ مارس ۲۰۰۱    |
| ۱۹۰۷۰۹ | 2001 FV178  | ۲۰ مارس ۲۰۰۱    |
| ۱۹۰۷۱۰ | 2001 FA185  | ۲۶ مارس ۲۰۰۱    |
| ۱۹۰۷۱۱ | 2001 FF188  | ۱۶ مارس ۲۰۰۱    |
| ۱۹۰۷۱۲ | 2001 GZ7    | ۱۵ آوریل ۲۰۰۱   |
| ۱۹۰۷۱۳ | 2001 HK19   | ۲۴ آوریل ۲۰۰۱   |
| ۱۹۰۷۱۴ | 2001 KX5    | ۱۷ مه ۲۰۰۱      |
| ۱۹۰۷۱۵ | 2001 KQ7    | ۱۸ مه ۲۰۰۱      |
| ۱۹۰۷۱۶ | 2001 KH32   | ۲۴ مه ۲۰۰۱      |
| ۱۹۰۷۱۷ | 2001 KH34   | ۱۸ مه ۲۰۰۱      |
| ۱۹۰۷۱۸ | 2001 KK53   | ۱۸ مه ۲۰۰۱      |
| ۱۹۰۷۱۹ | 2001 NE8    | ۱۴ ژوئیه ۲۰۰۱   |
| ۱۹۰۷۲۰ | 2001 NL10   | ۱۴ ژوئیه ۲۰۰۱   |
| ۱۹۰۷۲۱ | 2001 OK23   | ۲۲ ژوئیه ۲۰۰۱   |
| ۱۹۰۷۲۲ | 2001 ON39   | ۲۰ ژوئیه ۲۰۰۱   |
| ۱۹۰۷۲۳ | 2001 OL61   | ۲۱ ژوئیه ۲۰۰۱   |
| ۱۹۰۷۲۴ | 2001 OQ64   | ۲۷ ژوئیه ۲۰۰۱   |
| ۱۹۰۷۲۵ | 2001 OO72   | ۲۱ ژوئیه ۲۰۰۱   |
| ۱۹۰۷۲۶ | 2001 OC95   | ۲۹ ژوئیه ۲۰۰۱   |
| ۱۹۰۷۲۷ | 2001 OP97   | ۲۵ ژوئیه ۲۰۰۱   |
| ۱۹۰۷۲۸ | 2001 OL98   | ۲۵ ژوئیه ۲۰۰۱   |
| ۱۹۰۷۲۹ | 2001 PD3    | ۳ اوت ۲۰۰۱      |
| ۱۹۰۷۳۰ | 2001 PY13   | ۱۳ اوت ۲۰۰۱     |
| ۱۹۰۷۳۱ | 2001 PW14   | ۱۵ اوت ۲۰۰۱     |
| ۱۹۰۷۳۲ | 2001 PJ17   | ۹ اوت ۲۰۰۱      |
| ۱۹۰۷۳۳ | 2001 PE22   | ۱۰ اوت ۲۰۰۱     |
| ۱۹۰۷۳۴ | 2001 PP23   | ۱۱ اوت ۲۰۰۱     |
| ۱۹۰۷۳۵ | 2001 PP29   | ۱۱ اوت ۲۰۰۱     |
| ۱۹۰۷۳۶ | 2001 PM43   | ۱۳ اوت ۲۰۰۱     |
| ۱۹۰۷۳۷ | 2001 PD51   | ۱ اوت ۲۰۰۱      |
| ۱۹۰۷۳۸ | 2001 PR53   | ۱۴ اوت ۲۰۰۱     |
| ۱۹۰۷۳۹ | 2001 PL60   | ۱۳ اوت ۲۰۰۱     |
| ۱۹۰۷۴۰ | 2001 PX60   | ۱۳ اوت ۲۰۰۱     |
| ۱۹۰۷۴۱ | 2001 QJ1    | ۱۶ اوت ۲۰۰۱     |
| ۱۹۰۷۴۲ | 2001 QH6    | ۱۶ اوت ۲۰۰۱     |
| ۱۹۰۷۴۳ | 2001 QW6    | ۱۶ اوت ۲۰۰۱     |
| ۱۹۰۷۴۴ | 2001 QE7    | ۱۶ اوت ۲۰۰۱     |
| ۱۹۰۷۴۵ | 2001 QZ8    | ۱۶ اوت ۲۰۰۱     |
| ۱۹۰۷۴۶ | 2001 QD15   | ۱۶ اوت ۲۰۰۱     |
| ۱۹۰۷۴۷ | 2001 QW36   | ۱۶ اوت ۲۰۰۱     |
| ۱۹۰۷۴۸ | 2001 QZ36   | ۱۶ اوت ۲۰۰۱     |
| ۱۹۰۷۴۹ | 2001 QT43   | ۱۶ اوت ۲۰۰۱     |
| ۱۹۰۷۵۰ | 2001 QE54   | ۱۶ اوت ۲۰۰۱     |
| ۱۹۰۷۵۱ | 2001 QM58   | ۱۶ اوت ۲۰۰۱     |
| ۱۹۰۷۵۲ | 2001 QR61   | ۱۶ اوت ۲۰۰۱     |
| ۱۹۰۷۵۳ | 2001 QF62   | ۱۶ اوت ۲۰۰۱     |
| ۱۹۰۷۵۴ | 2001 QL79   | ۱۶ اوت ۲۰۰۱     |
| ۱۹۰۷۵۵ | 2001 QS83   | ۱۷ اوت ۲۰۰۱     |
| ۱۹۰۷۵۶ | 2001 QO93   | ۲۲ اوت ۲۰۰۱     |
| ۱۹۰۷۵۷ | 2001 QT93   | ۲۲ اوت ۲۰۰۱     |
| ۱۹۰۷۵۸ | 2001 QH96   | ۲۲ اوت ۲۰۰۱     |
| ۱۹۰۷۵۹ | 2001 QC112  | ۲۴ اوت ۲۰۰۱     |
| ۱۹۰۷۶۰ | 2001 QG116  | ۱۷ اوت ۲۰۰۱     |
| ۱۹۰۷۶۱ | 2001 QX130  | ۲۰ اوت ۲۰۰۱     |
| ۱۹۰۷۶۲ | 2001 QO134  | ۲۲ اوت ۲۰۰۱     |
| ۱۹۰۷۶۳ | 2001 QU135  | ۲۲ اوت ۲۰۰۱     |
| ۱۹۰۷۶۴ | 2001 QN137  | ۲۲ اوت ۲۰۰۱     |
| ۱۹۰۷۶۵ | 2001 QE150  | ۲۵ اوت ۲۰۰۱     |
| ۱۹۰۷۶۶ | 2001 QU154  | ۲۳ اوت ۲۰۰۱     |
| ۱۹۰۷۶۷ | 2001 QV158  | ۲۳ اوت ۲۰۰۱     |
| ۱۹۰۷۶۸ | 2001 QV167  | ۲۴ اوت ۲۰۰۱     |
| ۱۹۰۷۶۹ | 2001 QJ196  | ۲۲ اوت ۲۰۰۱     |
| ۱۹۰۷۷۰ | 2001 QA205  | ۲۳ اوت ۲۰۰۱     |
| ۱۹۰۷۷۱ | 2001 QZ207  | ۲۳ اوت ۲۰۰۱     |
| ۱۹۰۷۷۲ | 2001 QJ222  | ۲۴ اوت ۲۰۰۱     |
| ۱۹۰۷۷۳ | 2001 QL236  | ۲۴ اوت ۲۰۰۱     |
| ۱۹۰۷۷۴ | 2001 QL240  | ۲۴ اوت ۲۰۰۱     |
| ۱۹۰۷۷۵ | 2001 QK241  | ۲۴ اوت ۲۰۰۱     |
| ۱۹۰۷۷۶ | 2001 QY247  | ۲۴ اوت ۲۰۰۱     |
| ۱۹۰۷۷۷ | 2001 QK249  | ۲۴ اوت ۲۰۰۱     |
| ۱۹۰۷۷۸ | 2001 QD260  | ۲۵ اوت ۲۰۰۱     |
| ۱۹۰۷۷۹ | 2001 QL276  | ۱۹ اوت ۲۰۰۱     |
| ۱۹۰۷۸۰ | 2001 QA279  | ۱۹ اوت ۲۰۰۱     |
| ۱۹۰۷۸۱ | 2001 QO285  | ۲۳ اوت ۲۰۰۱     |
| ۱۹۰۷۸۲ | 2001 QT285  | ۲۳ اوت ۲۰۰۱     |
| ۱۹۰۷۸۳ | 2001 QG290  | ۱۶ اوت ۲۰۰۱     |
| ۱۹۰۷۸۴ | 2001 QL294  | ۲۴ اوت ۲۰۰۱     |
| ۱۹۰۷۸۵ | 2001 RB5    | ۸ سپتامبر ۲۰۰۱  |
| ۱۹۰۷۸۶ | 2001 RL7    | ۷ سپتامبر ۲۰۰۱  |
| ۱۹۰۷۸۷ | 2001 RR13   | ۱۰ سپتامبر ۲۰۰۱ |
| ۱۹۰۷۸۸ | 2001 RT17   | ۱۱ سپتامبر ۲۰۰۱ |
| ۱۹۰۷۸۹ | 2001 RE19   | ۷ سپتامبر ۲۰۰۱  |
| ۱۹۰۷۹۰ | 2001 RQ20   | ۷ سپتامبر ۲۰۰۱  |
| ۱۹۰۷۹۱ | 2001 RF26   | ۷ سپتامبر ۲۰۰۱  |
| ۱۹۰۷۹۲ | 2001 RZ26   | ۷ سپتامبر ۲۰۰۱  |
| ۱۹۰۷۹۳ | 2001 RX28   | ۷ سپتامبر ۲۰۰۱  |
| ۱۹۰۷۹۴ | 2001 RS30   | ۷ سپتامبر ۲۰۰۱  |
| ۱۹۰۷۹۵ | 2001 RQ40   | ۱۱ سپتامبر ۲۰۰۱ |
| ۱۹۰۷۹۶ | 2001 RZ43   | ۹ سپتامبر ۲۰۰۱  |
| ۱۹۰۷۹۷ | 2001 RA45   | ۹ سپتامبر ۲۰۰۱  |
| ۱۹۰۷۹۸ | 2001 RT45   | ۱۴ سپتامبر ۲۰۰۱ |
| ۱۹۰۷۹۹ | 2001 RE67   | ۱۰ سپتامبر ۲۰۰۱ |
| ۱۹۰۸۰۰ | 2001 RT68   | ۱۰ سپتامبر ۲۰۰۱ |
| ۱۹۰۸۰۱ | 2001 RF70   | ۱۰ سپتامبر ۲۰۰۱ |
| ۱۹۰۸۰۲ | 2001 RB79   | ۱۰ سپتامبر ۲۰۰۱ |
| ۱۹۰۸۰۳ | 2001 RA86   | ۱۱ سپتامبر ۲۰۰۱ |
| ۱۹۰۸۰۴ | 2001 RM86   | ۱۱ سپتامبر ۲۰۰۱ |
| ۱۹۰۸۰۵ | 2001 RJ90   | ۱۱ سپتامبر ۲۰۰۱ |
| ۱۹۰۸۰۶ | 2001 RL93   | ۱۱ سپتامبر ۲۰۰۱ |
| ۱۹۰۸۰۷ | 2001 RY95   | ۱۱ سپتامبر ۲۰۰۱ |
| ۱۹۰۸۰۸ | 2001 RJ101  | ۱۲ سپتامبر ۲۰۰۱ |
| ۱۹۰۸۰۹ | 2001 RY104  | ۱۲ سپتامبر ۲۰۰۱ |
| ۱۹۰۸۱۰ | 2001 RE111  | ۱۲ سپتامبر ۲۰۰۱ |
| ۱۹۰۸۱۱ | 2001 RM113  | ۱۲ سپتامبر ۲۰۰۱ |
| ۱۹۰۸۱۲ | 2001 RU114  | ۱۲ سپتامبر ۲۰۰۱ |
| ۱۹۰۸۱۳ | 2001 RZ122  | ۱۲ سپتامبر ۲۰۰۱ |
| ۱۹۰۸۱۴ | 2001 RZ125  | ۱۲ سپتامبر ۲۰۰۱ |
| ۱۹۰۸۱۵ | 2001 RU135  | ۱۲ سپتامبر ۲۰۰۱ |
| ۱۹۰۸۱۶ | 2001 RO142  | ۱۰ سپتامبر ۲۰۰۱ |
| ۱۹۰۸۱۷ | 2001 RC155  | ۱۲ سپتامبر ۲۰۰۱ |
| ۱۹۰۸۱۸ | 2001 SR2    | ۱۷ سپتامبر ۲۰۰۱ |
| ۱۹۰۸۱۹ | 2001 SP14   | ۱۶ سپتامبر ۲۰۰۱ |
| ۱۹۰۸۲۰ | 2001 SY14   | ۱۶ سپتامبر ۲۰۰۱ |
| ۱۹۰۸۲۱ | 2001 SJ16   | ۱۶ سپتامبر ۲۰۰۱ |
| ۱۹۰۸۲۲ | 2001 SE22   | ۱۶ سپتامبر ۲۰۰۱ |
| ۱۹۰۸۲۳ | 2001 ST22   | ۱۶ سپتامبر ۲۰۰۱ |
| ۱۹۰۸۲۴ | 2001 SD23   | ۱۶ سپتامبر ۲۰۰۱ |
| ۱۹۰۸۲۵ | 2001 SL24   | ۱۶ سپتامبر ۲۰۰۱ |
| ۱۹۰۸۲۶ | 2001 SH34   | ۱۶ سپتامبر ۲۰۰۱ |
| ۱۹۰۸۲۷ | 2001 SJ39   | ۱۶ سپتامبر ۲۰۰۱ |
| ۱۹۰۸۲۸ | 2001 SJ47   | ۱۶ سپتامبر ۲۰۰۱ |
| ۱۹۰۸۲۹ | 2001 SK48   | ۱۶ سپتامبر ۲۰۰۱ |
| ۱۹۰۸۳۰ | 2001 SZ56   | ۱۶ سپتامبر ۲۰۰۱ |
| ۱۹۰۸۳۱ | 2001 SX65   | ۱۷ سپتامبر ۲۰۰۱ |
| ۱۹۰۸۳۲ | 2001 SX67   | ۱۷ سپتامبر ۲۰۰۱ |
| ۱۹۰۸۳۳ | 2001 SY71   | ۱۷ سپتامبر ۲۰۰۱ |
| ۱۹۰۸۳۴ | 2001 SD72   | ۱۷ سپتامبر ۲۰۰۱ |
| ۱۹۰۸۳۵ | 2001 SD75   | ۱۹ سپتامبر ۲۰۰۱ |
| ۱۹۰۸۳۶ | 2001 SP80   | ۲۰ سپتامبر ۲۰۰۱ |
| ۱۹۰۸۳۷ | 2001 ST90   | ۲۰ سپتامبر ۲۰۰۱ |
| ۱۹۰۸۳۸ | 2001 SE101  | ۲۰ سپتامبر ۲۰۰۱ |
| ۱۹۰۸۳۹ | 2001 SE104  | ۲۰ سپتامبر ۲۰۰۱ |
| ۱۹۰۸۴۰ | 2001 SA105  | ۲۰ سپتامبر ۲۰۰۱ |
| ۱۹۰۸۴۱ | 2001 SO105  | ۲۰ سپتامبر ۲۰۰۱ |
| ۱۹۰۸۴۲ | 2001 SS106  | ۲۰ سپتامبر ۲۰۰۱ |
| ۱۹۰۸۴۳ | 2001 SM114  | ۲۰ سپتامبر ۲۰۰۱ |
| ۱۹۰۸۴۴ | 2001 ST123  | ۱۶ سپتامبر ۲۰۰۱ |
| ۱۹۰۸۴۵ | 2001 SY130  | ۱۶ سپتامبر ۲۰۰۱ |
| ۱۹۰۸۴۶ | 2001 SP132  | ۱۶ سپتامبر ۲۰۰۱ |
| ۱۹۰۸۴۷ | 2001 SX136  | ۱۶ سپتامبر ۲۰۰۱ |
| ۱۹۰۸۴۸ | 2001 SS143  | ۱۶ سپتامبر ۲۰۰۱ |
| ۱۹۰۸۴۹ | 2001 SS153  | ۱۷ سپتامبر ۲۰۰۱ |
| ۱۹۰۸۵۰ | 2001 SL161  | ۱۷ سپتامبر ۲۰۰۱ |
| ۱۹۰۸۵۱ | 2001 SR172  | ۱۶ سپتامبر ۲۰۰۱ |
| ۱۹۰۸۵۲ | 2001 SB188  | ۱۹ سپتامبر ۲۰۰۱ |
| ۱۹۰۸۵۳ | 2001 SB194  | ۱۹ سپتامبر ۲۰۰۱ |
| ۱۹۰۸۵۴ | 2001 SQ200  | ۱۹ سپتامبر ۲۰۰۱ |
| ۱۹۰۸۵۵ | 2001 SA204  | ۱۹ سپتامبر ۲۰۰۱ |
| ۱۹۰۸۵۶ | 2001 SZ231  | ۱۹ سپتامبر ۲۰۰۱ |
| ۱۹۰۸۵۷ | 2001 SW265  | ۲۵ سپتامبر ۲۰۰۱ |
| ۱۹۰۸۵۸ | 2001 SP271  | ۲۰ سپتامبر ۲۰۰۱ |
| ۱۹۰۸۵۹ | 2001 SE278  | ۲۱ سپتامبر ۲۰۰۱ |
| ۱۹۰۸۶۰ | 2001 SZ278  | ۲۱ سپتامبر ۲۰۰۱ |
| ۱۹۰۸۶۱ | 2001 SC280  | ۲۱ سپتامبر ۲۰۰۱ |
| ۱۹۰۸۶۲ | 2001 SK280  | ۲۱ سپتامبر ۲۰۰۱ |
| ۱۹۰۸۶۳ | 2001 SS280  | ۲۱ سپتامبر ۲۰۰۱ |
| ۱۹۰۸۶۴ | 2001 SE326  | ۱۷ سپتامبر ۲۰۰۱ |
| ۱۹۰۸۶۵ | 2001 TA19   | ۱۰ اکتبر ۲۰۰۱   |
| ۱۹۰۸۶۶ | 2001 TX45   | ۹ اکتبر ۲۰۰۱    |
| ۱۹۰۸۶۷ | 2001 TT48   | ۱۴ اکتبر ۲۰۰۱   |
| ۱۹۰۸۶۸ | 2001 TF50   | ۱۳ اکتبر ۲۰۰۱   |
| ۱۹۰۸۶۹ | 2001 TB56   | ۱۵ اکتبر ۲۰۰۱   |
| ۱۹۰۸۷۰ | 2001 TA68   | ۱۳ اکتبر ۲۰۰۱   |
| ۱۹۰۸۷۱ | 2001 TK74   | ۱۳ اکتبر ۲۰۰۱   |
| ۱۹۰۸۷۲ | 2001 TL82   | ۱۴ اکتبر ۲۰۰۱   |
| ۱۹۰۸۷۳ | 2001 TQ86   | ۱۴ اکتبر ۲۰۰۱   |
| ۱۹۰۸۷۴ | 2001 TR96   | ۱۴ اکتبر ۲۰۰۱   |
| ۱۹۰۸۷۵ | 2001 TR113  | ۱۴ اکتبر ۲۰۰۱   |
| ۱۹۰۸۷۶ | 2001 TW113  | ۱۴ اکتبر ۲۰۰۱   |
| ۱۹۰۸۷۷ | 2001 TW130  | ۱۰ اکتبر ۲۰۰۱   |
| ۱۹۰۸۷۸ | 2001 TY134  | ۱۳ اکتبر ۲۰۰۱   |
| ۱۹۰۸۷۹ | 2001 TK136  | ۱۴ اکتبر ۲۰۰۱   |
| ۱۹۰۸۸۰ | 2001 TH162  | ۱۱ اکتبر ۲۰۰۱   |
| ۱۹۰۸۸۱ | 2001 TF168  | ۱۵ اکتبر ۲۰۰۱   |
| ۱۹۰۸۸۲ | 2001 TT169  | ۱۵ اکتبر ۲۰۰۱   |
| ۱۹۰۸۸۳ | 2001 TT183  | ۱۴ اکتبر ۲۰۰۱   |
| ۱۹۰۸۸۴ | 2001 TT184  | ۱۴ اکتبر ۲۰۰۱   |
| ۱۹۰۸۸۵ | 2001 TQ189  | ۱۴ اکتبر ۲۰۰۱   |
| ۱۹۰۸۸۶ | 2001 TD201  | ۱۱ اکتبر ۲۰۰۱   |
| ۱۹۰۸۸۷ | 2001 TB212  | ۱۳ اکتبر ۲۰۰۱   |
| ۱۹۰۸۸۸ | 2001 TO216  | ۱۳ اکتبر ۲۰۰۱   |
| ۱۹۰۸۸۹ | 2001 TA219  | ۱۴ اکتبر ۲۰۰۱   |
| ۱۹۰۸۹۰ | 2001 TB241  | ۱۵ اکتبر ۲۰۰۱   |
| ۱۹۰۸۹۱ | 2001 UU1    | ۱۶ اکتبر ۲۰۰۱   |
| ۱۹۰۸۹۲ | 2001 UA4    | ۱۷ اکتبر ۲۰۰۱   |
| ۱۹۰۸۹۳ | 2001 UW5    | ۲۱ اکتبر ۲۰۰۱   |
| ۱۹۰۸۹۴ | 2001 UW8    | ۱۷ اکتبر ۲۰۰۱   |
| ۱۹۰۸۹۵ | 2001 UO9    | ۱۷ اکتبر ۲۰۰۱   |
| ۱۹۰۸۹۶ | 2001 UG21   | ۱۷ اکتبر ۲۰۰۱   |
| ۱۹۰۸۹۷ | 2001 UH24   | ۱۸ اکتبر ۲۰۰۱   |
| ۱۹۰۸۹۸ | 2001 UH31   | ۱۶ اکتبر ۲۰۰۱   |
| ۱۹۰۸۹۹ | 2001 UO40   | ۱۷ اکتبر ۲۰۰۱   |
| ۱۹۰۹۰۰ | 2001 UW44   | ۱۷ اکتبر ۲۰۰۱   |
| ۱۹۰۹۰۱ | 2001 UX54   | ۱۶ اکتبر ۲۰۰۱   |
| ۱۹۰۹۰۲ | 2001 UC60   | ۱۷ اکتبر ۲۰۰۱   |
| ۱۹۰۹۰۳ | 2001 UN73   | ۱۷ اکتبر ۲۰۰۱   |
| ۱۹۰۹۰۴ | 2001 UQ78   | ۲۰ اکتبر ۲۰۰۱   |
| ۱۹۰۹۰۵ | 2001 UX78   | ۲۰ اکتبر ۲۰۰۱   |
| ۱۹۰۹۰۶ | 2001 UN83   | ۲۰ اکتبر ۲۰۰۱   |
| ۱۹۰۹۰۷ | 2001 UD87   | ۱۸ اکتبر ۲۰۰۱   |
| ۱۹۰۹۰۸ | 2001 US91   | ۱۸ اکتبر ۲۰۰۱   |
| ۱۹۰۹۰۹ | 2001 UT98   | ۱۷ اکتبر ۲۰۰۱   |
| ۱۹۰۹۱۰ | 2001 UC105  | ۲۰ اکتبر ۲۰۰۱   |
| ۱۹۰۹۱۱ | 2001 UR113  | ۲۲ اکتبر ۲۰۰۱   |
| ۱۹۰۹۱۲ | 2001 UW113  | ۲۲ اکتبر ۲۰۰۱   |
| ۱۹۰۹۱۳ | 2001 UQ118  | ۲۲ اکتبر ۲۰۰۱   |
| ۱۹۰۹۱۴ | 2001 UG119  | ۲۲ اکتبر ۲۰۰۱   |
| ۱۹۰۹۱۵ | 2001 UO119  | ۲۲ اکتبر ۲۰۰۱   |
| ۱۹۰۹۱۶ | 2001 UD123  | ۲۲ اکتبر ۲۰۰۱   |
| ۱۹۰۹۱۷ | 2001 US126  | ۱۷ اکتبر ۲۰۰۱   |
| ۱۹۰۹۱۸ | 2001 UD139  | ۲۳ اکتبر ۲۰۰۱   |
| ۱۹۰۹۱۹ | 2001 UP142  | ۲۳ اکتبر ۲۰۰۱   |
| ۱۹۰۹۲۰ | 2001 UU144  | ۲۳ اکتبر ۲۰۰۱   |
| ۱۹۰۹۲۱ | 2001 UT151  | ۲۳ اکتبر ۲۰۰۱   |
| ۱۹۰۹۲۲ | 2001 UC154  | ۲۳ اکتبر ۲۰۰۱   |
| ۱۹۰۹۲۳ | 2001 UD158  | ۲۳ اکتبر ۲۰۰۱   |
| ۱۹۰۹۲۴ | 2001 UW158  | ۲۳ اکتبر ۲۰۰۱   |
| ۱۹۰۹۲۵ | 2001 UF188  | ۱۷ اکتبر ۲۰۰۱   |
| ۱۹۰۹۲۶ | 2001 UK197  | ۱۹ اکتبر ۲۰۰۱   |
| ۱۹۰۹۲۷ | 2001 US206  | ۲۰ اکتبر ۲۰۰۱   |
| ۱۹۰۹۲۸ | 2001 UL211  | ۲۱ اکتبر ۲۰۰۱   |
| ۱۹۰۹۲۹ | 2001 VV3    | ۱۱ نوامبر ۲۰۰۱  |
| ۱۹۰۹۳۰ | 2001 VF5    | ۱۰ نوامبر ۲۰۰۱  |
| ۱۹۰۹۳۱ | 2001 VS5    | ۹ نوامبر ۲۰۰۱   |
| ۱۹۰۹۳۲ | 2001 VX6    | ۹ نوامبر ۲۰۰۱   |
| ۱۹۰۹۳۳ | 2001 VY12   | ۱۰ نوامبر ۲۰۰۱  |
| ۱۹۰۹۳۴ | 2001 VT18   | ۹ نوامبر ۲۰۰۱   |
| ۱۹۰۹۳۵ | 2001 VH22   | ۹ نوامبر ۲۰۰۱   |
| ۱۹۰۹۳۶ | 2001 VZ25   | ۹ نوامبر ۲۰۰۱   |
| ۱۹۰۹۳۷ | 2001 VT29   | ۹ نوامبر ۲۰۰۱   |
| ۱۹۰۹۳۸ | 2001 VA32   | ۹ نوامبر ۲۰۰۱   |
| ۱۹۰۹۳۹ | 2001 VD33   | ۹ نوامبر ۲۰۰۱   |
| ۱۹۰۹۴۰ | 2001 VF36   | ۹ نوامبر ۲۰۰۱   |
| ۱۹۰۹۴۱ | 2001 VA39   | ۹ نوامبر ۲۰۰۱   |
| ۱۹۰۹۴۲ | 2001 VP40   | ۹ نوامبر ۲۰۰۱   |
| ۱۹۰۹۴۳ | 2001 VB41   | ۹ نوامبر ۲۰۰۱   |
| ۱۹۰۹۴۴ | 2001 VH45   | ۹ نوامبر ۲۰۰۱   |
| ۱۹۰۹۴۵ | 2001 VC47   | ۹ نوامبر ۲۰۰۱   |
| ۱۹۰۹۴۶ | 2001 VS49   | ۱۰ نوامبر ۲۰۰۱  |
| ۱۹۰۹۴۷ | 2001 VK52   | ۱۰ نوامبر ۲۰۰۱  |
| ۱۹۰۹۴۸ | 2001 VT55   | ۱۰ نوامبر ۲۰۰۱  |
| ۱۹۰۹۴۹ | 2001 VL59   | ۱۰ نوامبر ۲۰۰۱  |
| ۱۹۰۹۵۰ | 2001 VM62   | ۱۰ نوامبر ۲۰۰۱  |
| ۱۹۰۹۵۱ | 2001 VU62   | ۱۰ نوامبر ۲۰۰۱  |
| ۱۹۰۹۵۲ | 2001 VV63   | ۱۰ نوامبر ۲۰۰۱  |
| ۱۹۰۹۵۳ | 2001 VD114  | ۱۲ نوامبر ۲۰۰۱  |
| ۱۹۰۹۵۴ | 2001 VZ114  | ۱۲ نوامبر ۲۰۰۱  |
| ۱۹۰۹۵۵ | 2001 VU118  | ۱۲ نوامبر ۲۰۰۱  |
| ۱۹۰۹۵۶ | 2001 VC119  | ۱۲ نوامبر ۲۰۰۱  |
| ۱۹۰۹۵۷ | 2001 VB125  | ۱۱ نوامبر ۲۰۰۱  |
| ۱۹۰۹۵۸ | 2001 WZ8    | ۱۷ نوامبر ۲۰۰۱  |
| ۱۹۰۹۵۹ | 2001 WX9    | ۱۷ نوامبر ۲۰۰۱  |
| ۱۹۰۹۶۰ | 2001 WP20   | ۱۷ نوامبر ۲۰۰۱  |
| ۱۹۰۹۶۱ | 2001 WB39   | ۱۷ نوامبر ۲۰۰۱  |
| ۱۹۰۹۶۲ | 2001 WX44   | ۱۸ نوامبر ۲۰۰۱  |
| ۱۹۰۹۶۳ | 2001 WD48   | ۱۹ نوامبر ۲۰۰۱  |
| ۱۹۰۹۶۳ | 2001 XC     | ۲ دسامبر ۲۰۰۱   |
| ۱۹۰۹۶۵ | 2001 XF5    | ۵ دسامبر ۲۰۰۱   |
| ۱۹۰۹۶۶ | 2001 XT15   | ۱۰ دسامبر ۲۰۰۱  |
| ۱۹۰۹۶۷ | 2001 XW33   | ۷ دسامبر ۲۰۰۱   |
| ۱۹۰۹۶۸ | 2001 XZ35   | ۹ دسامبر ۲۰۰۱   |
| ۱۹۰۹۶۹ | 2001 XF38   | ۹ دسامبر ۲۰۰۱   |
| ۱۹۰۹۷۰ | 2001 XS41   | ۹ دسامبر ۲۰۰۱   |
| ۱۹۰۹۷۱ | 2001 XY51   | ۱۰ دسامبر ۲۰۰۱  |
| ۱۹۰۹۷۲ | 2001 XD63   | ۱۰ دسامبر ۲۰۰۱  |
| ۱۹۰۹۷۳ | 2001 XR77   | ۱۱ دسامبر ۲۰۰۱  |
| ۱۹۰۹۷۴ | 2001 XA79   | ۱۱ دسامبر ۲۰۰۱  |
| ۱۹۰۹۷۵ | 2001 XQ93   | ۱۰ دسامبر ۲۰۰۱  |
| ۱۹۰۹۷۶ | 2001 XU95   | ۱۰ دسامبر ۲۰۰۱  |
| ۱۹۰۹۷۷ | 2001 XO98   | ۱۰ دسامبر ۲۰۰۱  |
| ۱۹۰۹۷۸ | 2001 XD101  | ۱۰ دسامبر ۲۰۰۱  |
| ۱۹۰۹۷۹ | 2001 XQ144  | ۱۴ دسامبر ۲۰۰۱  |
| ۱۹۰۹۸۰ | 2001 XY149  | ۱۴ دسامبر ۲۰۰۱  |
| ۱۹۰۹۸۱ | 2001 XQ150  | ۱۴ دسامبر ۲۰۰۱  |
| ۱۹۰۹۸۲ | 2001 XL151  | ۱۴ دسامبر ۲۰۰۱  |
| ۱۹۰۹۸۳ | 2001 XA172  | ۱۴ دسامبر ۲۰۰۱  |
| ۱۹۰۹۸۴ | 2001 XM173  | ۱۴ دسامبر ۲۰۰۱  |
| ۱۹۰۹۸۵ | 2001 XB177  | ۱۴ دسامبر ۲۰۰۱  |
| ۱۹۰۹۸۶ | 2001 XR189  | ۱۴ دسامبر ۲۰۰۱  |
| ۱۹۰۹۸۷ | 2001 XG203  | ۱۱ دسامبر ۲۰۰۱  |
| ۱۹۰۹۸۸ | 2001 XD215  | ۱۳ دسامبر ۲۰۰۱  |
| ۱۹۰۹۸۹ | 2001 XC223  | ۱۵ دسامبر ۲۰۰۱  |
| ۱۹۰۹۹۰ | 2001 XL223  | ۱۵ دسامبر ۲۰۰۱  |
| ۱۹۰۹۹۱ | 2001 XQ238  | ۱۵ دسامبر ۲۰۰۱  |
| ۱۹۰۹۹۲ | 2001 XH239  | ۱۵ دسامبر ۲۰۰۱  |
| ۱۹۰۹۹۳ | 2001 XO241  | ۱۴ دسامبر ۲۰۰۱  |
| ۱۹۰۹۹۴ | 2001 XN249  | ۱۴ دسامبر ۲۰۰۱  |
| ۱۹۰۹۹۴ | 2001 YP     | ۱۸ دسامبر ۲۰۰۱  |
| ۱۹۰۹۹۶ | 2001 YY10   | ۱۷ دسامبر ۲۰۰۱  |
| ۱۹۰۹۹۷ | 2001 YD15   | ۱۷ دسامبر ۲۰۰۱  |
| ۱۹۰۹۹۸ | 2001 YC18   | ۱۷ دسامبر ۲۰۰۱  |
| ۱۹۰۹۹۹ | 2001 YV22   | ۱۸ دسامبر ۲۰۰۱  |
| ۱۹۱۰۰۰ | 2001 YV27   | ۱۸ دسامبر ۲۰۰۱  |